# 利東邨

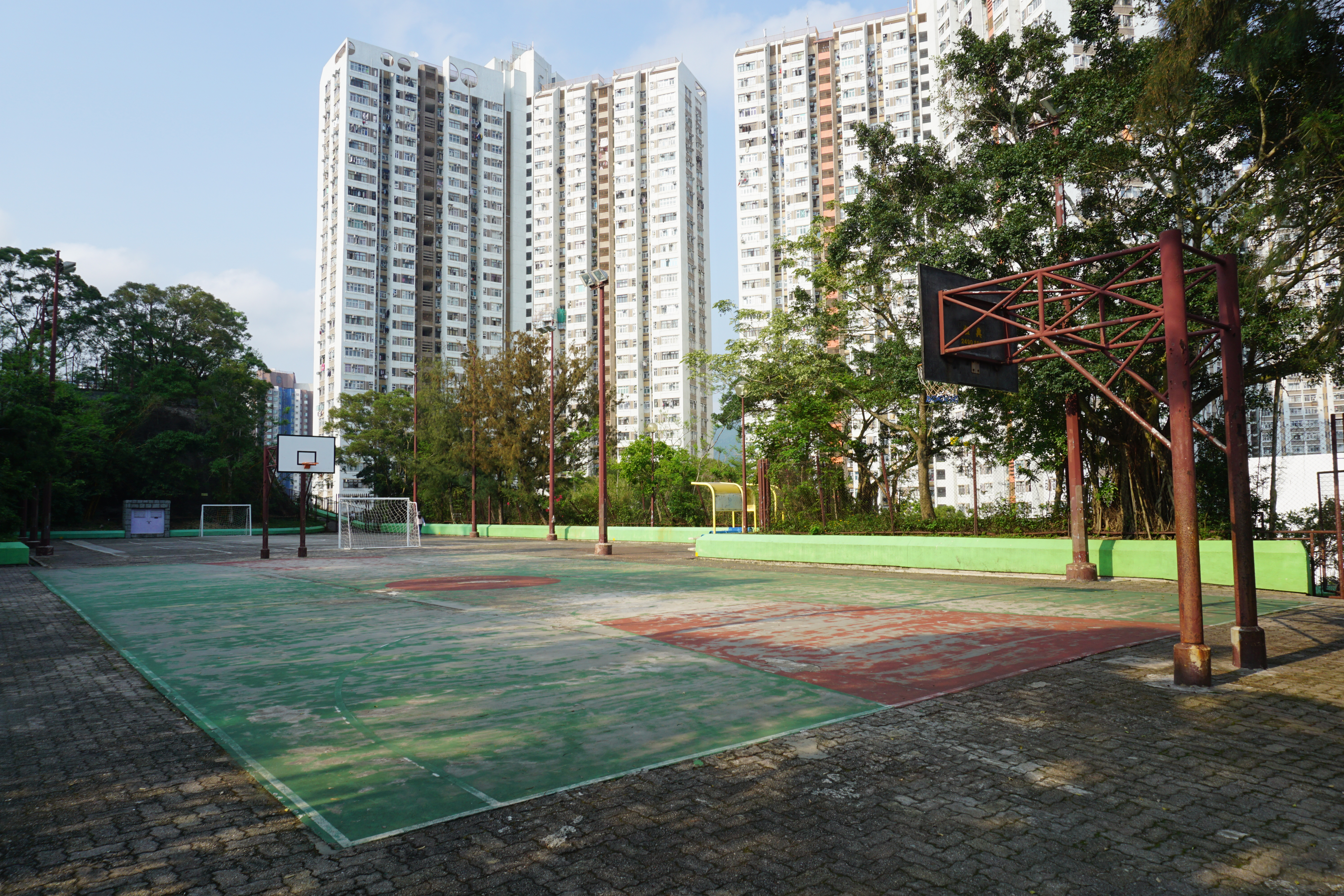
籃球及足球場

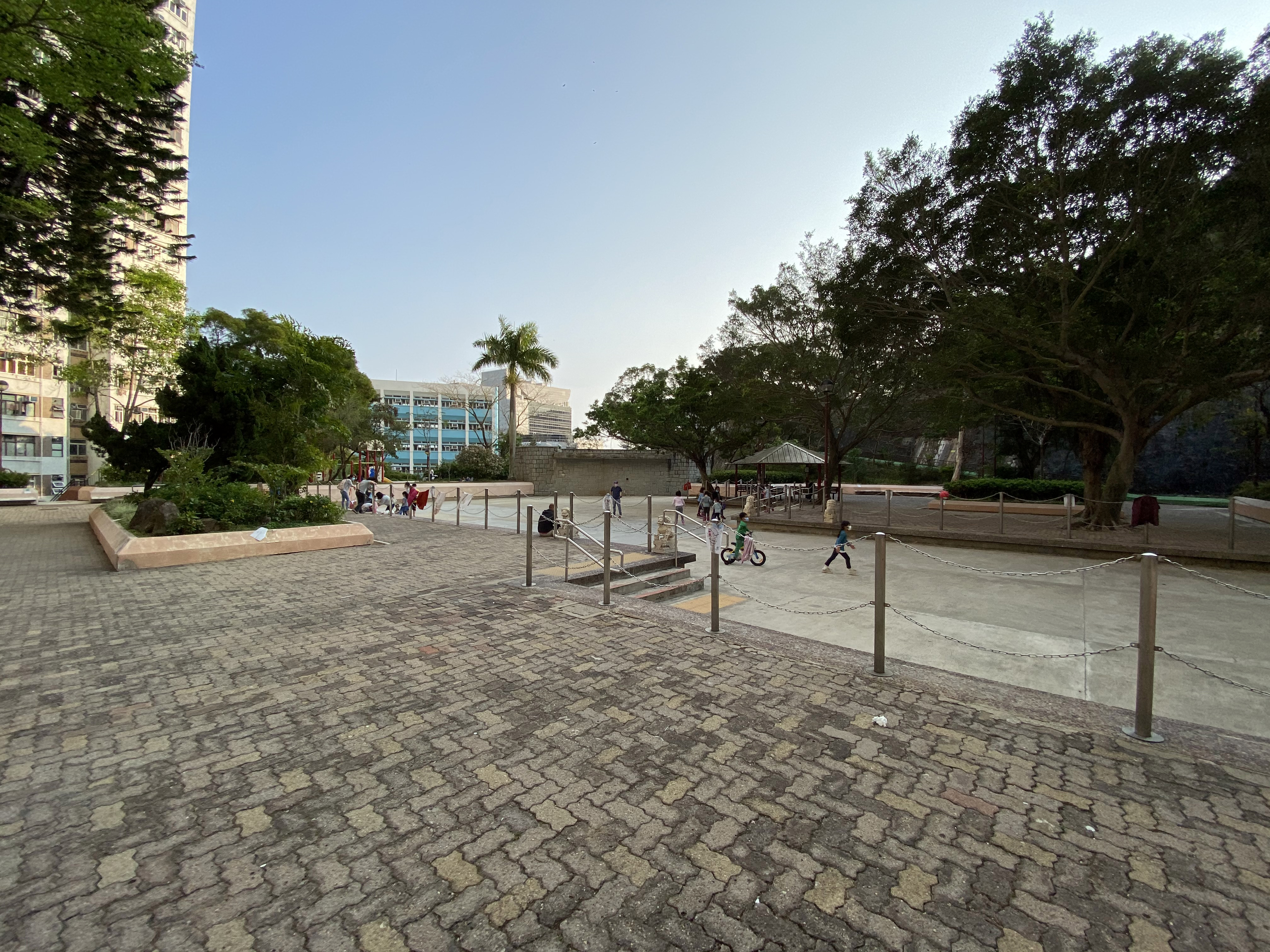
邨內東業樓對出原本有一個大型水池，不過到2012年起改為多用途活動空間

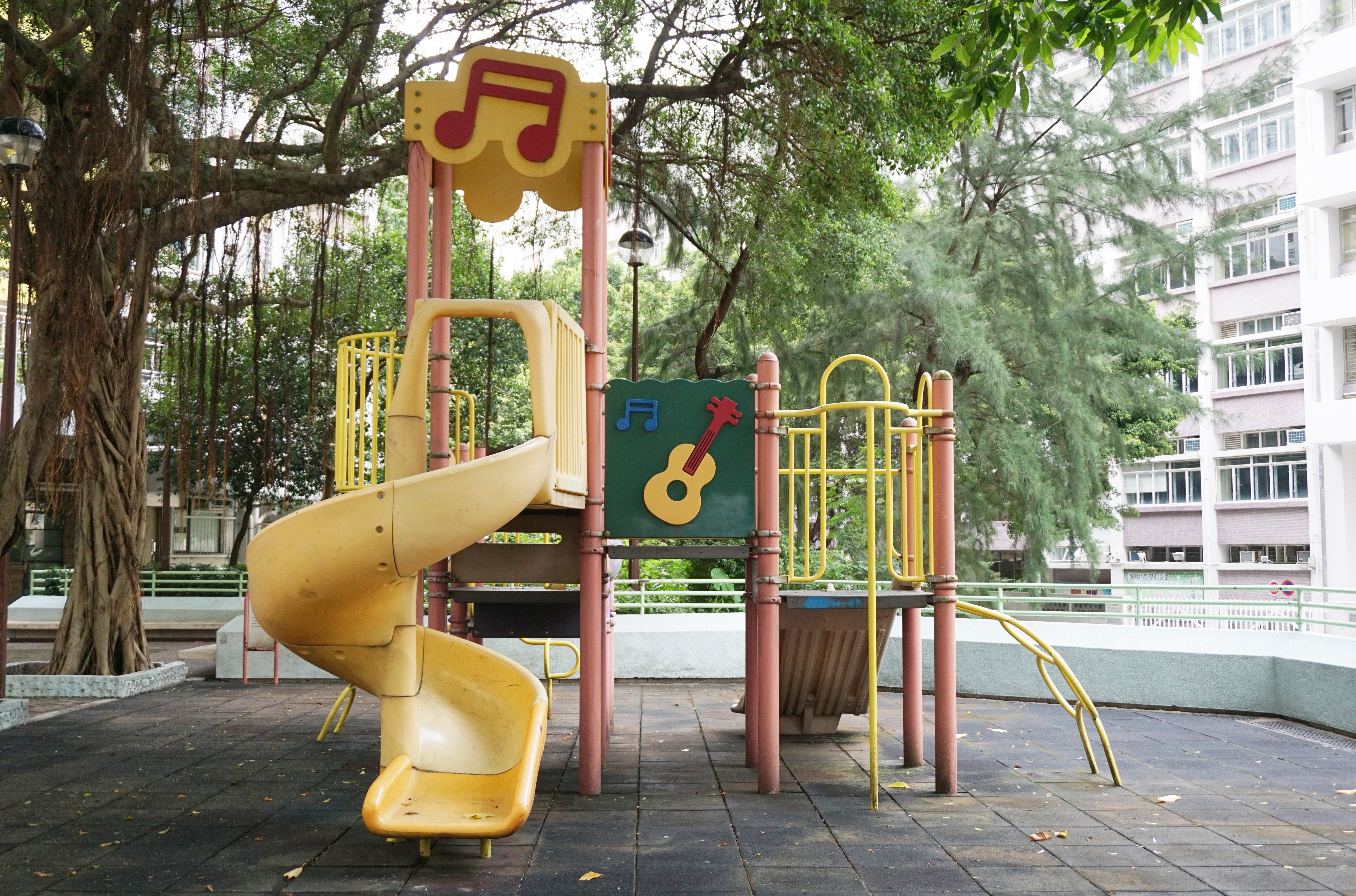
滑梯

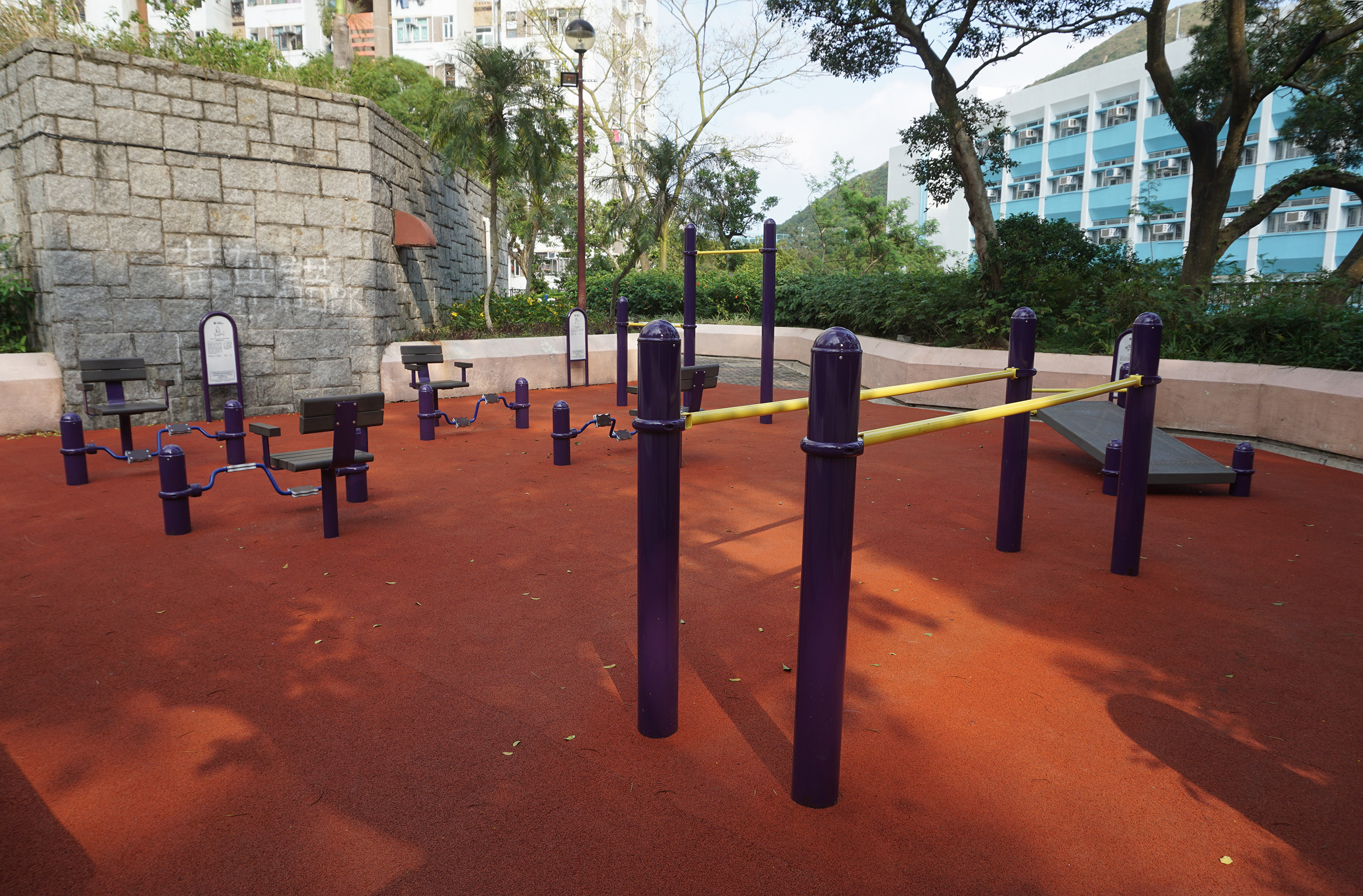
健體區

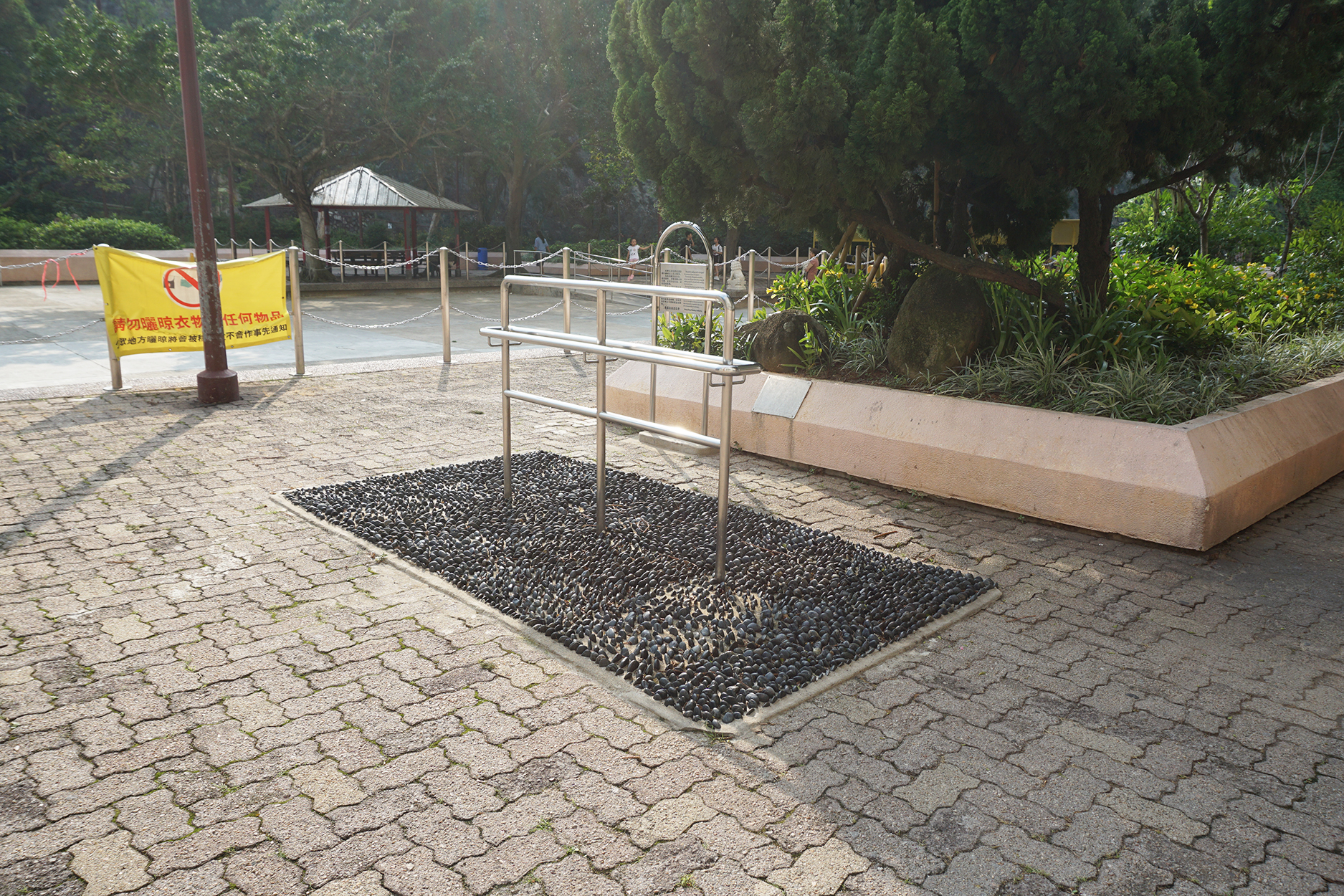
涼亭、棋藝區及卵石路步行徑

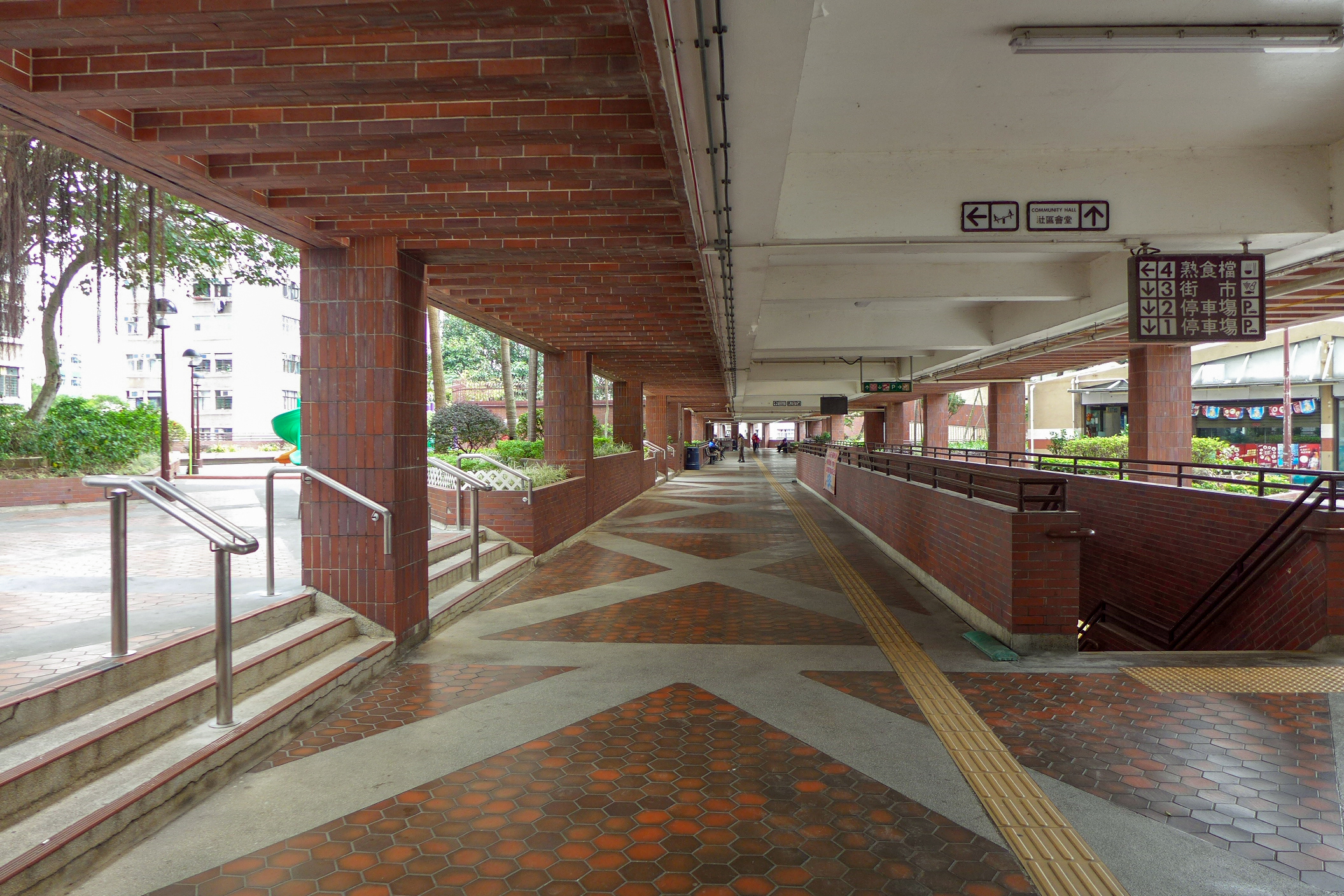
有蓋行人通道（2016年12月）

利東邨（英語：Lei Tung Estate）是香港公共屋邨，項目編號為HK02，位於香港南區鴨脷洲東部的玉桂山（島上住戶多將之簡稱為「東邨」，而將鴨脷洲邨返稱為「西邨」）。利東邨於1987年1月1日至1988年7月1日分期入伙，其後於2004年6月在租者置其屋計劃（第六期甲）把單位出售給所屬租戶，現已成立業主立案法團，自2006年起由康業服務負責屋邨管理。
利東邨是鴨脷洲島上第二個公營房屋發展計劃，建於陡峭山坡之上，佔地15.02公頃，共建有8座Y型大廈，其中6座採用Y2型大廈設計，另外兩座為Y1型大廈，為擁有最多Y2型大廈的公共屋邨。邨內提供約7,200個租住公屋單位（可容納約29,000人），以及約1,960個出售單位（可容納約7,000人）。

## 簡介及歷史
利東邨原址前身是1980年代初設立的利東臨時房屋區。後來臨時房屋區拆卸，並連同周邊的山坡一併爆破平整，隨後改建為公共屋邨。
由於利東邨位於玉桂山旁的半山，北面有整個景色美麗及遊客常到的香港仔港口，東面有豪華遊艇聚集的深灣。邨內各座大廈皆處於不同的海拔高度的平台之上，因此各座大樓3樓入口均有有蓋通道連接上下山，從利東邨的不同樓宇居高臨下，可飽覽香港仔及東博寮海峽海景，更可遠眺南丫島及鄰近島嶼，盡覽香港大都會以外的大自然美景。
利東邨工程分三期興建。有多種不同面積的出租單位，適合一至九人家庭居住（入伙時編配標準）。此邨第一期工程於1987年完竣，包括兩座35層高Y1型大廈（東興樓、東茂樓）及兩座35層高Y2型大廈（東昌樓及東業樓），由中國海外房屋工程有限公司承建；當中約500個為單身人仕單位。第二期有4座35層高Y2型大廈（東昇樓、東平樓、東安樓及東逸樓），由有成建築承建。第三期為居屋計劃樓宇—漁安苑，包括7座33層高彈性十字三型大廈。

## 屋邨資料
利東邨出租公屋部份由8座35層高Y型樓宇組成：Y1型佔2幢、Y2型佔6幢；Y型大廈雖然是房屋署的標準住宅大廈設計，但運用在利東邨時卻要因為遷就陡峭的地形而略作改動。而樓宇安排亦盡量使住客欣賞到最佳的海景。

### 土地開拓
由於地勢陡峭，所以要開拓數個平台才能建屋，房屋署花了30個月時間，為利東邨地盤移除了200萬立方米沙石，並運到鋼綫灣作填海之用。此項爆破工程由禮頓建築承建，於1984年完成。

### 樓宇
| 樓字名稱（座號） | 樓宇類型          | 落成年份 | 樓宇層數 （住宅層數） | 每層伙數 | 單位數目（伙） | 建築師       | 承建商                   | 提供升降機的廠商                  | 期數 |
| ---------------- | ----------------- | -------- | --------------------- | -------- | -------------- | ------------ | ------------------------ | --------------------------------- | ---- |
| 東昌樓（A座）    | Y2型              | 1987年   | 35（2-35樓）          | 24       | 816            | 房屋署建築師 | 中國海外房屋工程有限公司 | 迅達                              | 1    |
| 東業樓（B座）    | Y2型              | 1987年   | 35（2-35樓）          | 24       | 816            | 房屋署建築師 | 中國海外房屋工程有限公司 | 迅達                              | 1    |
| 東興樓（C座）    | Y1型 （鐵窗設計） | 1987年   | 35（2-35樓）          | 36       | 1224           | 房屋署建築師 | 中國海外房屋工程有限公司 | 迅達                              | 1    |
| 東茂樓（D座）    | Y1型 （鐵窗設計） | 1987年   | 35（2-35樓）          | 36       | 1224           | 房屋署建築師 | 中國海外房屋工程有限公司 | 迅達                              | 1    |
| 東昇樓（E座）    | Y2型              | 1988年   | 35（2-35樓）          | 24       | 816            | 房屋署建築師 | 有成建築                 | 快高靈（更換前） 奧的斯（更換後） | 2    |
| 東平樓（F座）    | Y2型              | 1988年   | 35（2-35樓）          | 24       | 816            | 房屋署建築師 | 有成建築                 | 快高靈（更換前） 奧的斯（更換後） | 2    |
| 東安樓（G座）    | Y2型              | 1988年   | 35（2-35樓）          | 24       | 816            | 房屋署建築師 | 有成建築                 | 快高靈（更換前） 奧的斯（更換後） | 2    |
| 東逸樓（H座）    | Y2型              | 1988年   | 35（2-35樓）          | 24       | 816            | 房屋署建築師 | 有成建築                 | 快高靈（更換前） 奧的斯（更換後） | 2    |

### 教育及康樂設施
利東邨設有基督教宣道會利東幼兒學校、聖文嘉中英文幼稚園、路德會利東幼兒園三間幼兒園暨幼稚園、鴨脷洲街坊學校、聖伯多祿天主教小學兩間小學（當中前者為全港最後一座第一代標準小學校舍），以及香港仔浸信會呂明才書院、香港真光書院兩間中學。康樂設施方面，有3個籃球場、2個足球場（其中一個內有跑步徑）、排球場、羽毛球場、乒乓球枱、緩跑徑及兒童遊樂場等等。

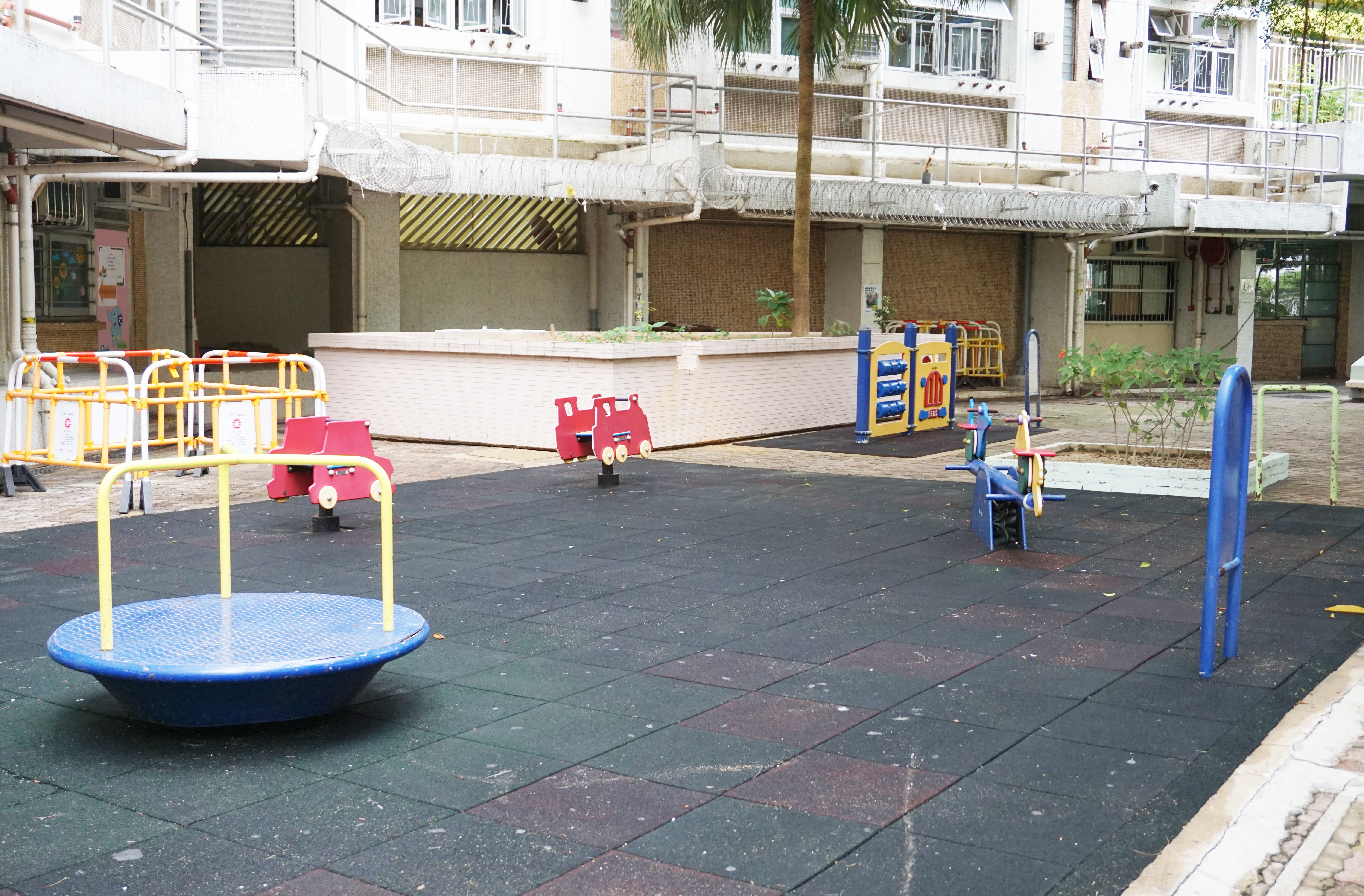
團團轉、彈簧椅及搖搖板
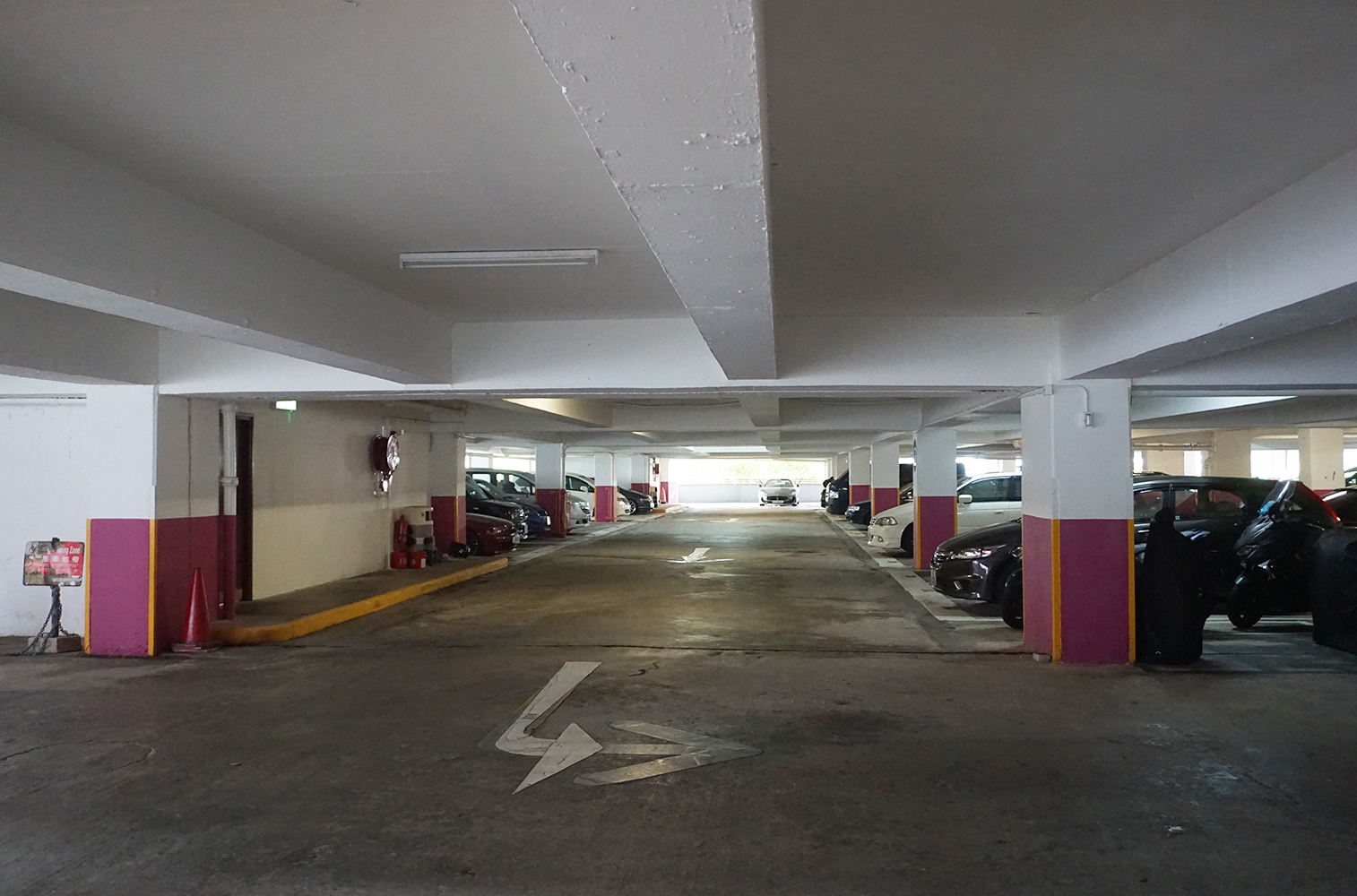
停車場
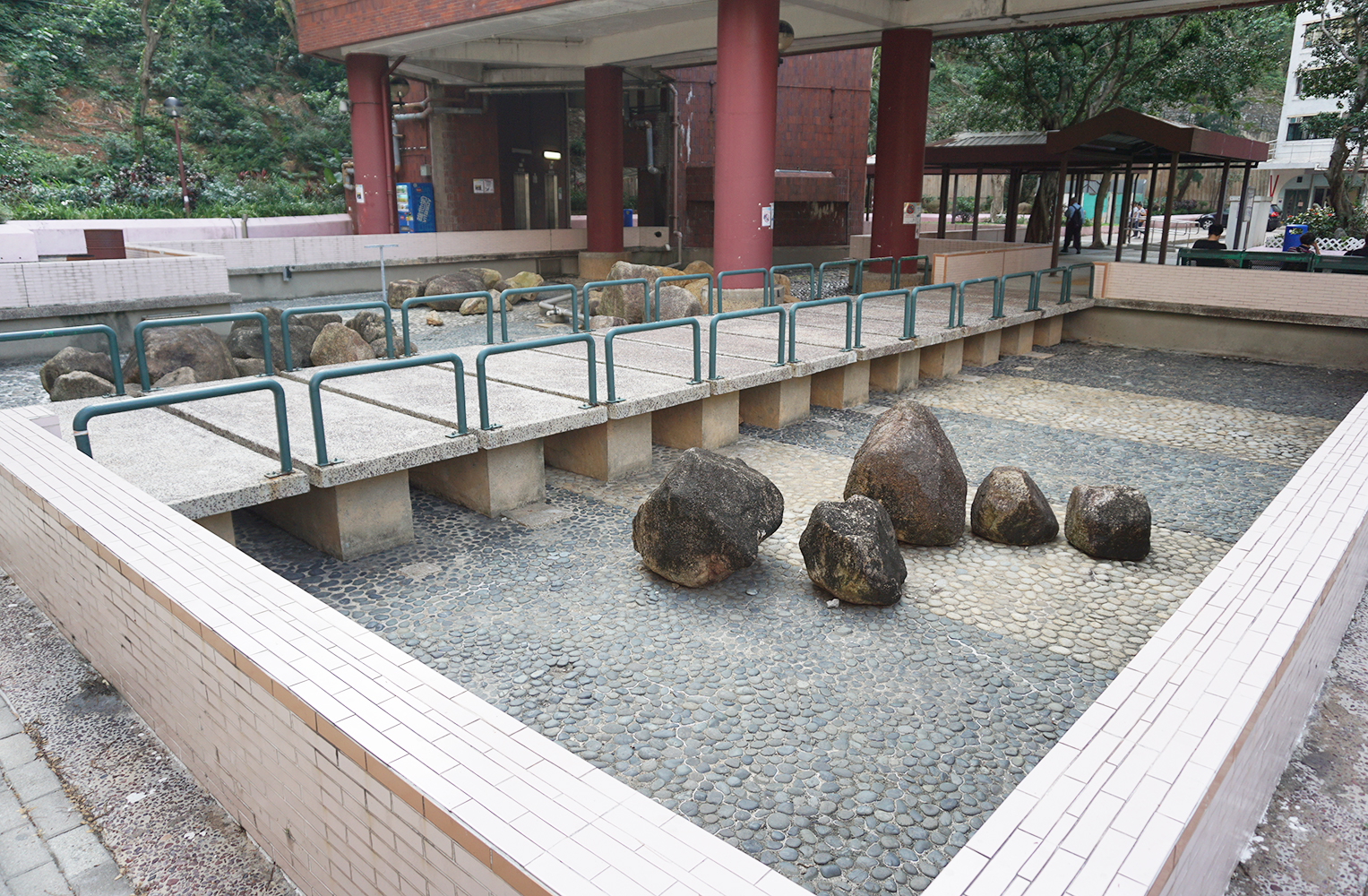
已停用的水池

### 社會服務設施
利東邨設有社區會堂、青年中心、幼兒中心、長者社區中心:鄰舍輔導會利東鄰里康齡中心、賽馬會利東綜合服務中心。

## 利東商場

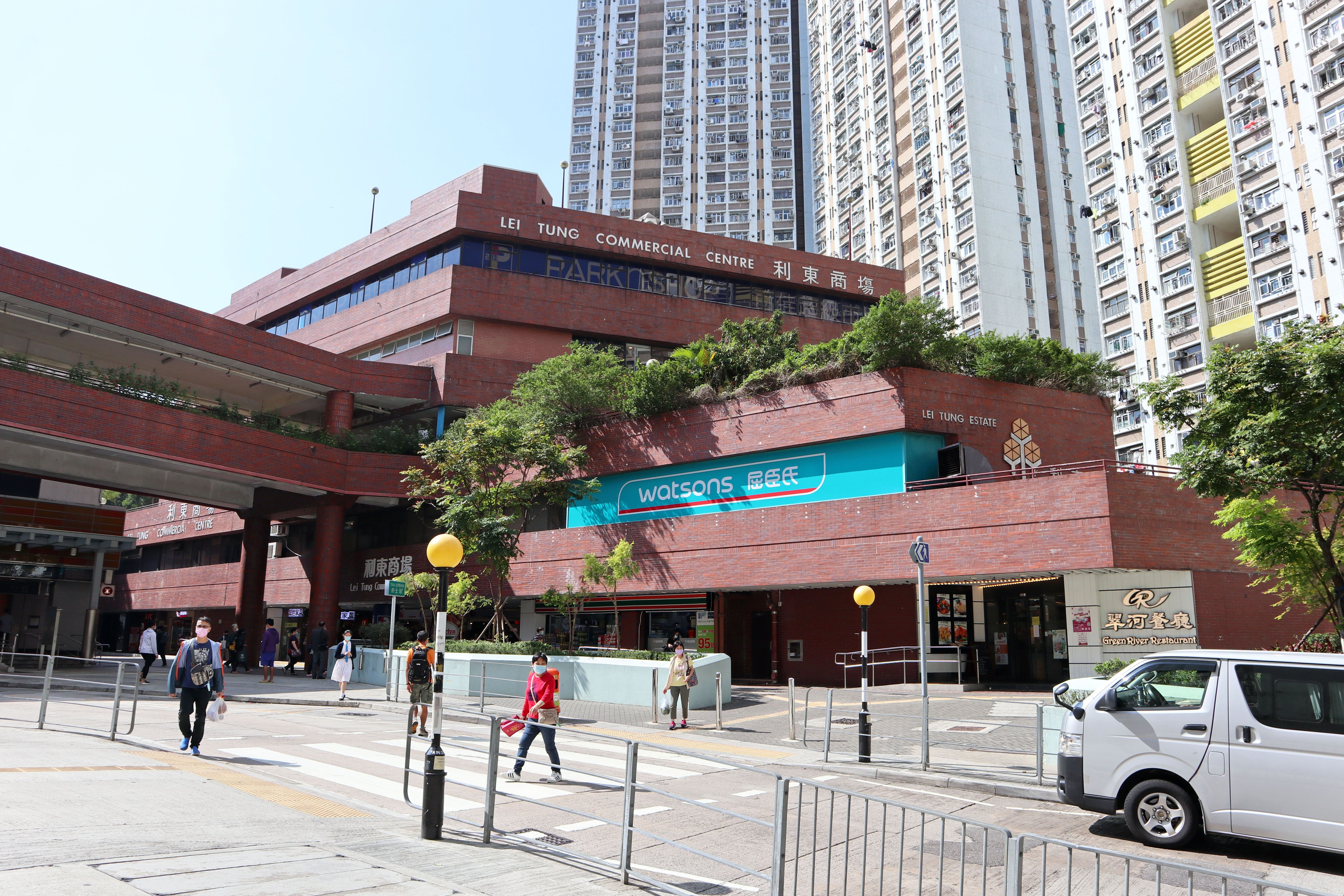
利東商場一期外貌

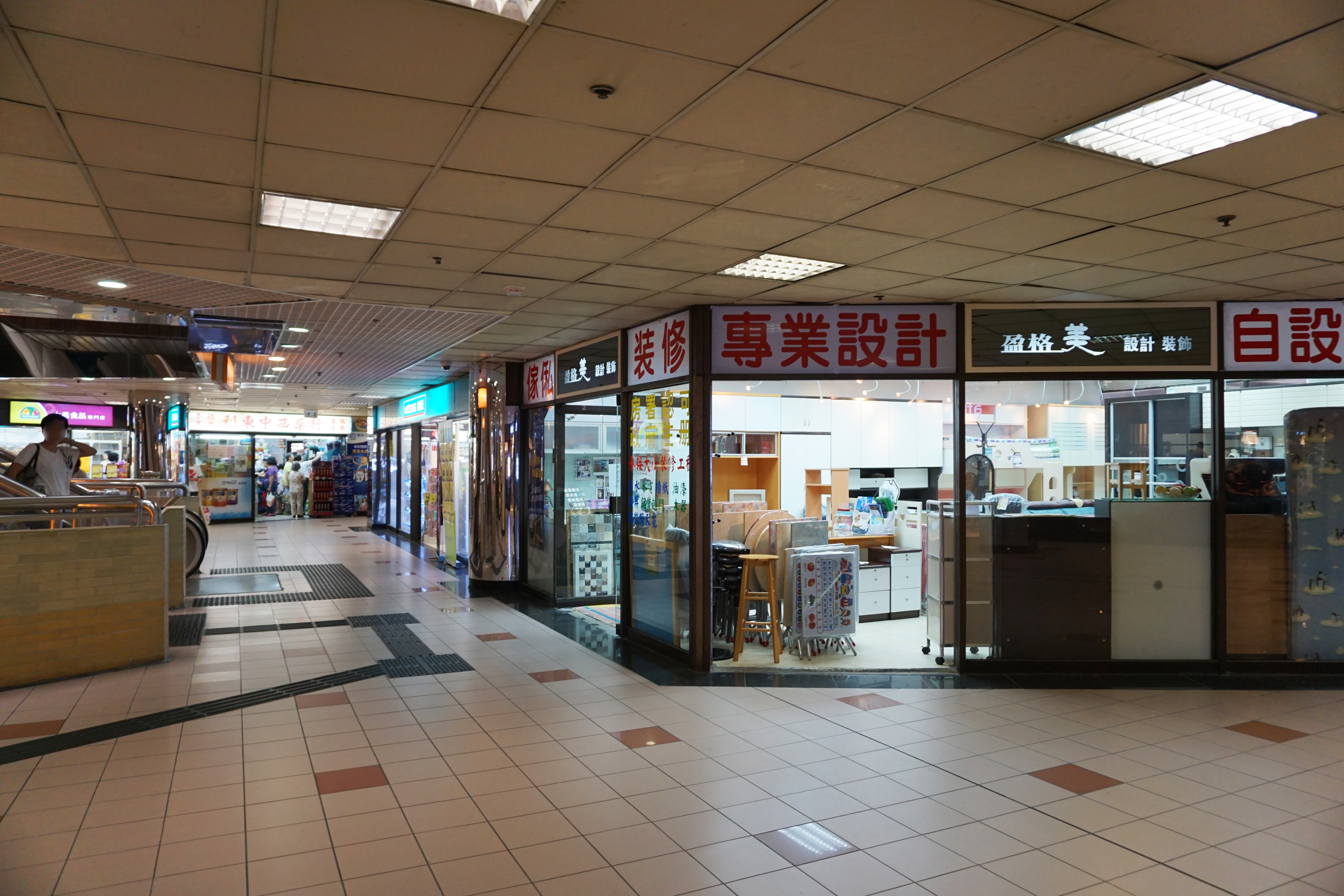
商場一期1樓

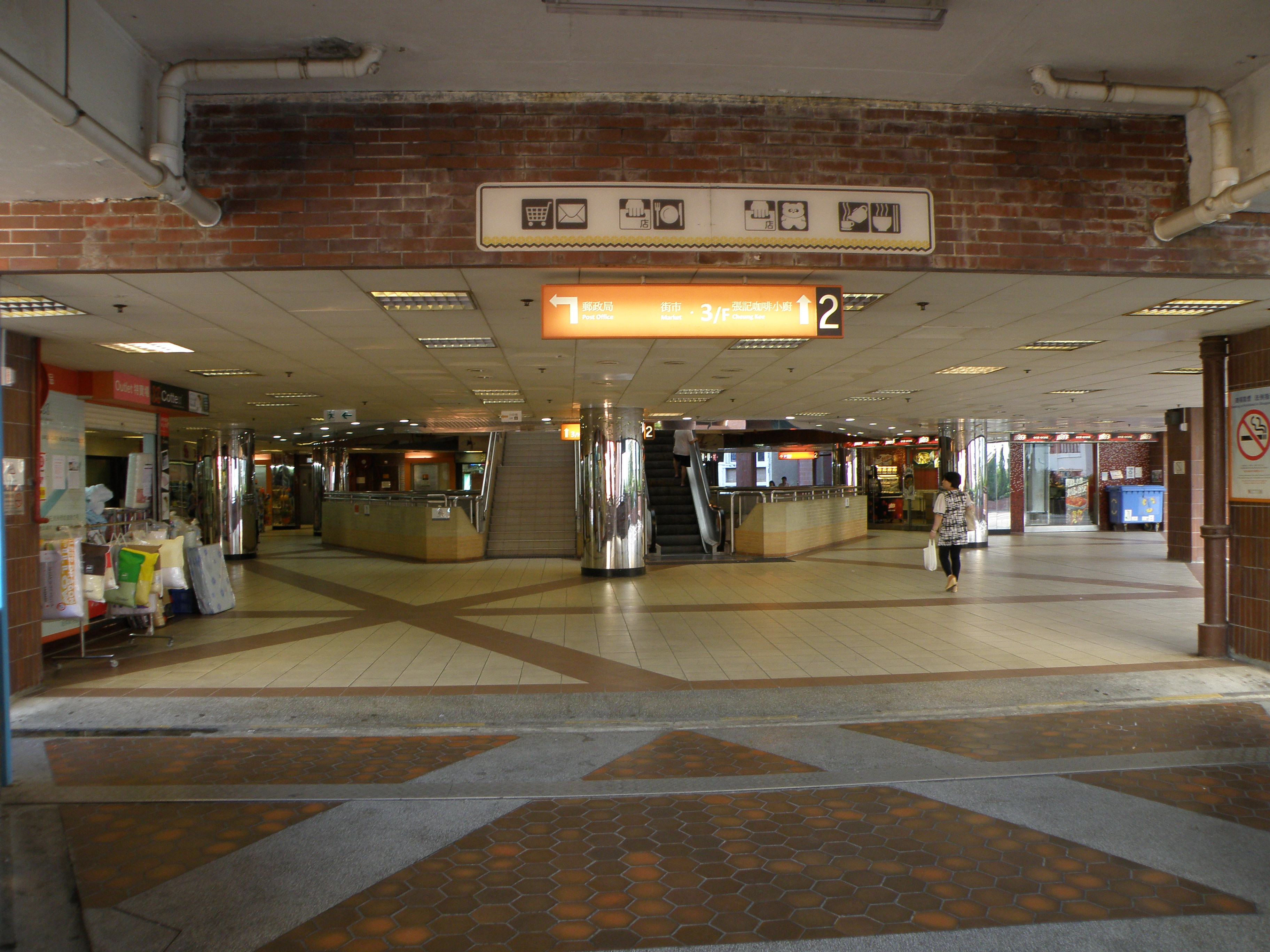
利東商場一期2樓 (2014年)

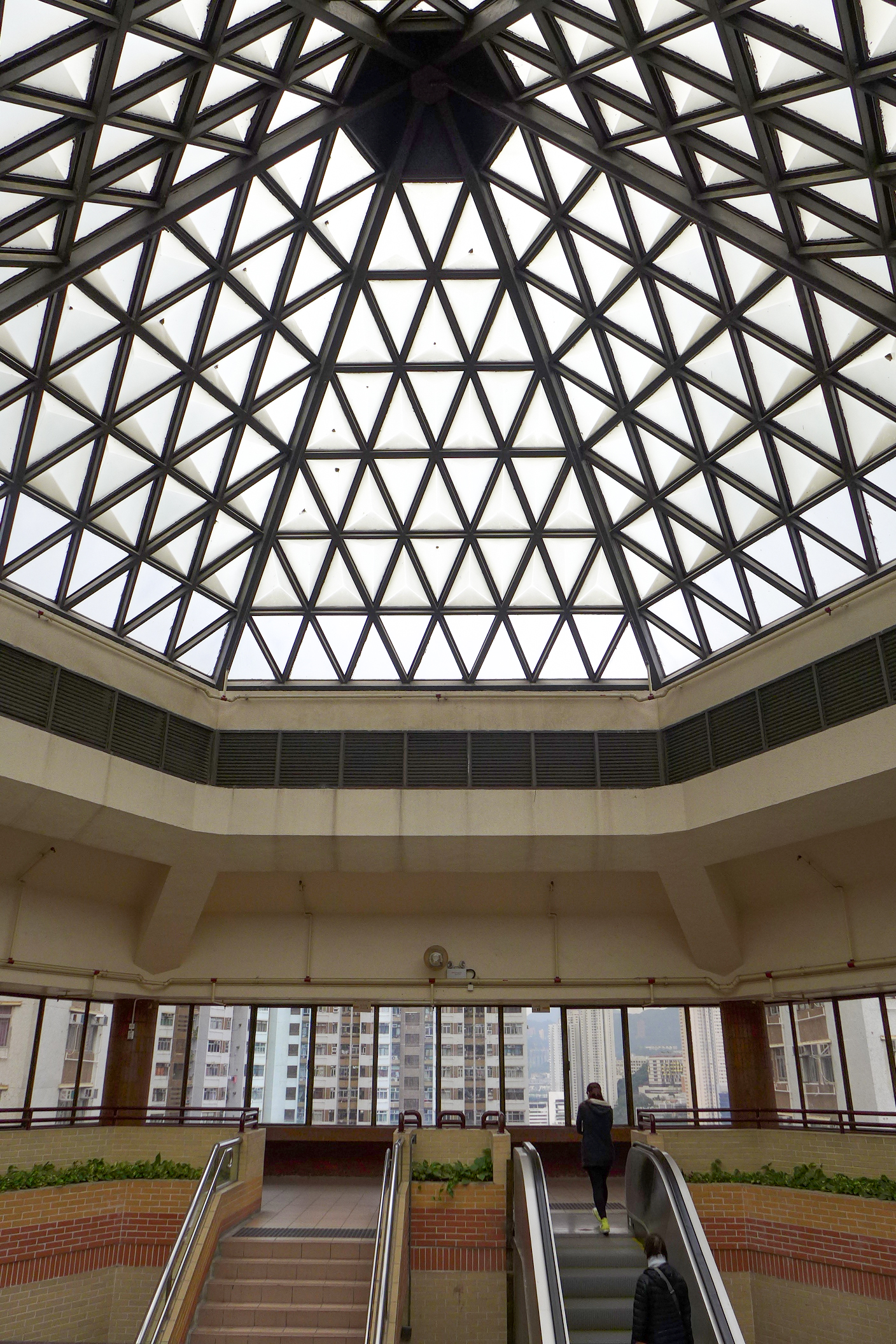
利東商場二期中庭採用天幕設計

利東商場樓高5層，分為三期，約9萬平方呎，設有停車場，亦有大家樂、麥當勞及一粥麵等連鎖快餐店進駐。而商場頂層曾為酒樓，但酒樓於2009年10月結業，頂層平台設花園及兒童遊樂場。
此外，商場二期地下也曾有開設檀島咖啡餅店，於1998年開幕，為香港著名麵包店及茶餐廳之一。結業後該舖位並開設大快活集團旗下的老友記茶餐廳。
2016年，領展替利東商場進行翻新工程，並替商場加裝扶手電梯及翻新洗手間。
2018年，基滙資本向領展購入利東商場。
但到2021年6月起，民坊商場同街市部份關閉展開翻新工程，於2022年1月完成。
利東商場設有以下商店：
- 麥當勞
- 薩莉亞
- 譚仔三哥
- 荷里活冰室
- 樂園魚蛋專家
- Kung Fu Tea 手作功夫茶
- 雞翼山
- 包點先生
- 美德味道
- 天然工房
- 韓樂餐廳
- 聖安娜餅屋
- 翡河燒味
- 一粥麵
- 御名園酒家
- Daiso Japan
- 爭鮮迴轉壽司
- 鴻福堂
- 電訊數碼
- 北京同仁堂
- 八方社 computer shop
- 宏大通訊
- 7-Eleven
- 尚然堂中醫診所
- eefit 依飛
- 百佳
- 日本城
- 759阿信屋
- 優品360
- 屈臣氏
- Maple women fashion shop
- 尚品花膠專門店
- 24/7 Fitness健身中心
- 香港仔坊會
- 傷健協會
- 菜鳥驛站
- 順豐智能櫃
- alfred 智能櫃
- Casual Ace Learning Centre (Lei Tung)
- 奔Fun樂園Funderland
- 洗一洗自助洗衣店
- 忠記粥品
- 診所、雜誌店、理髮店、文具店及餐廳等

### 利東商場一期

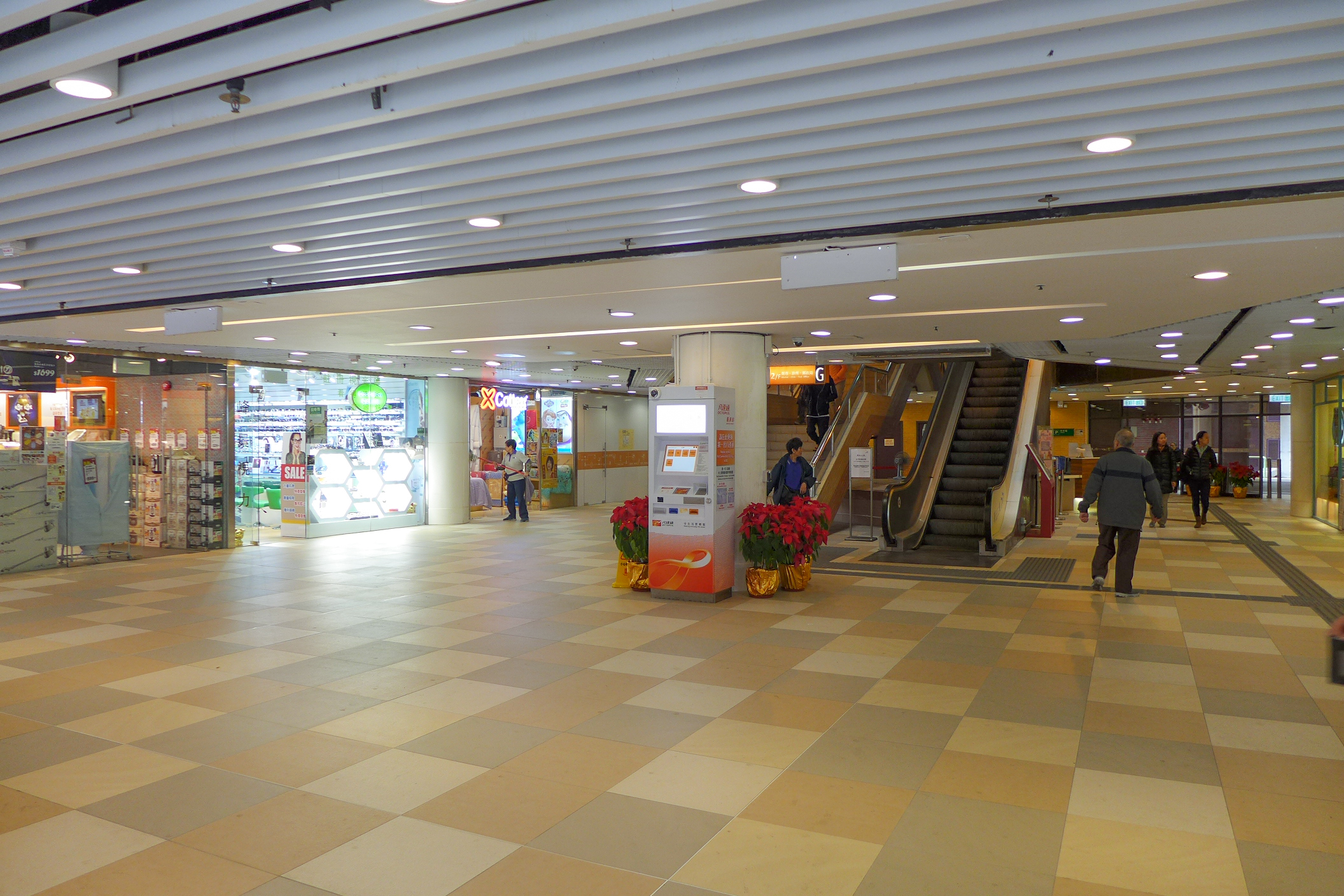
地下南面商店（現址第二代利東街市）
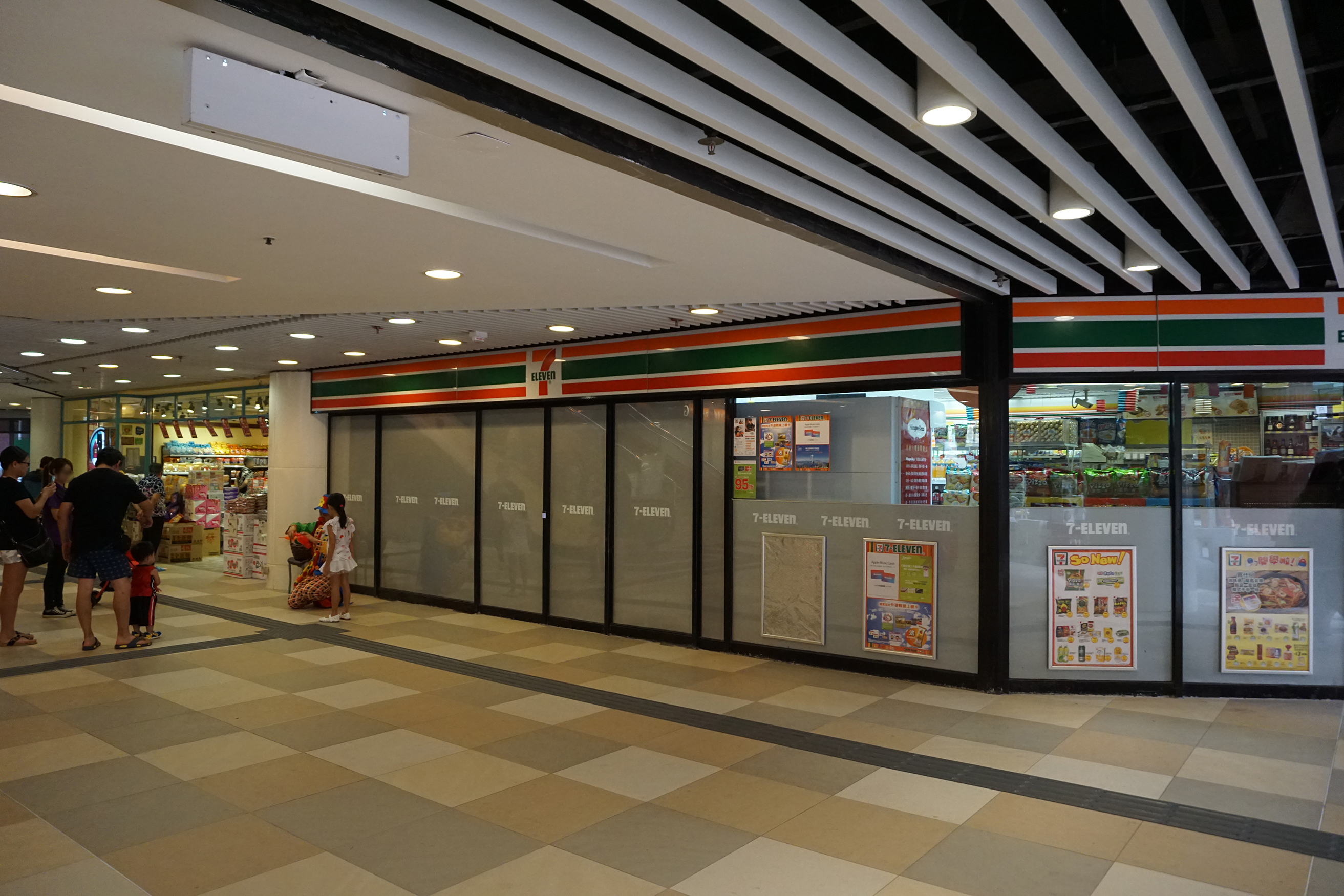
地下北面商店 （現址第二代利東街市）
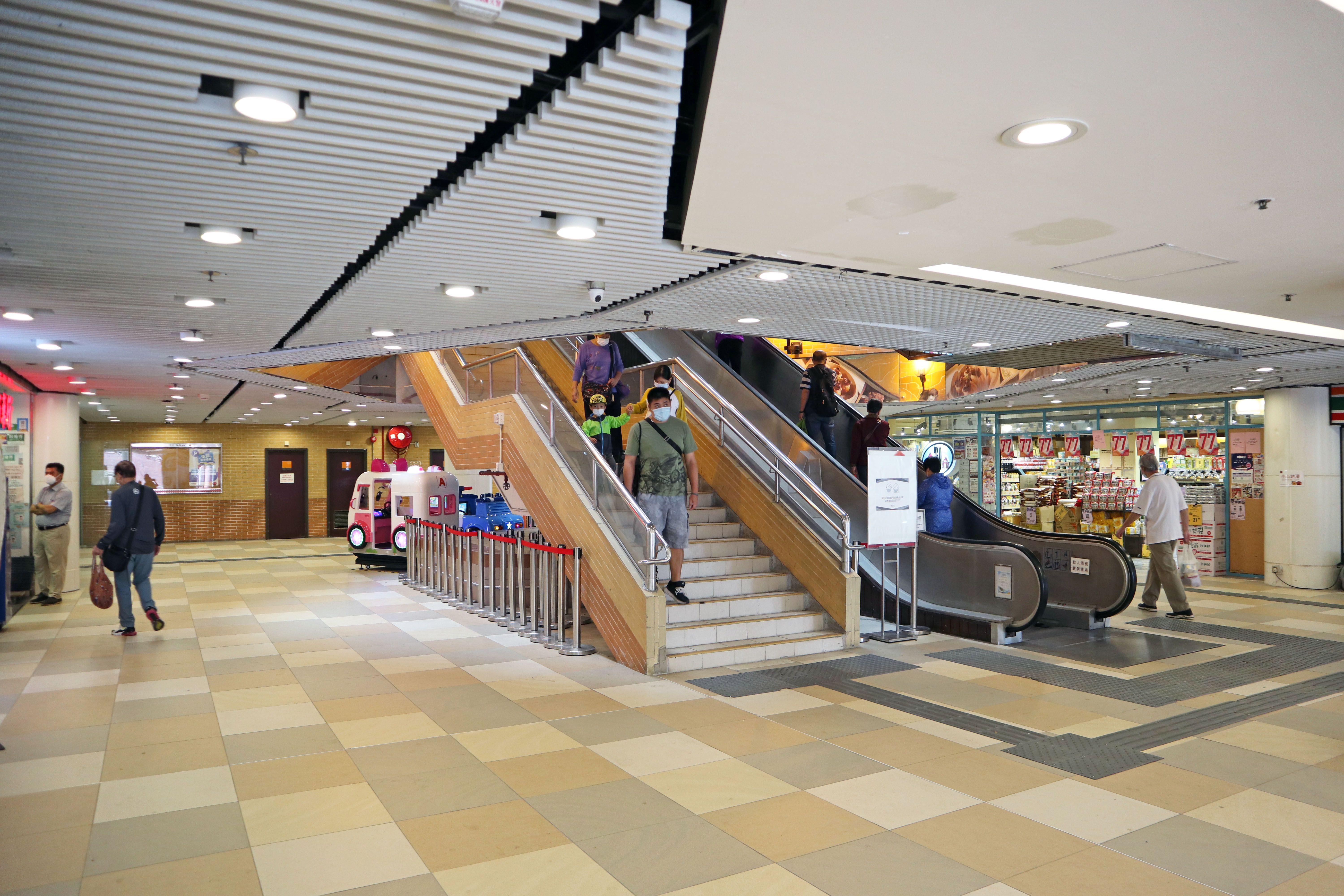
地下中庭（現址第二代利東街市）
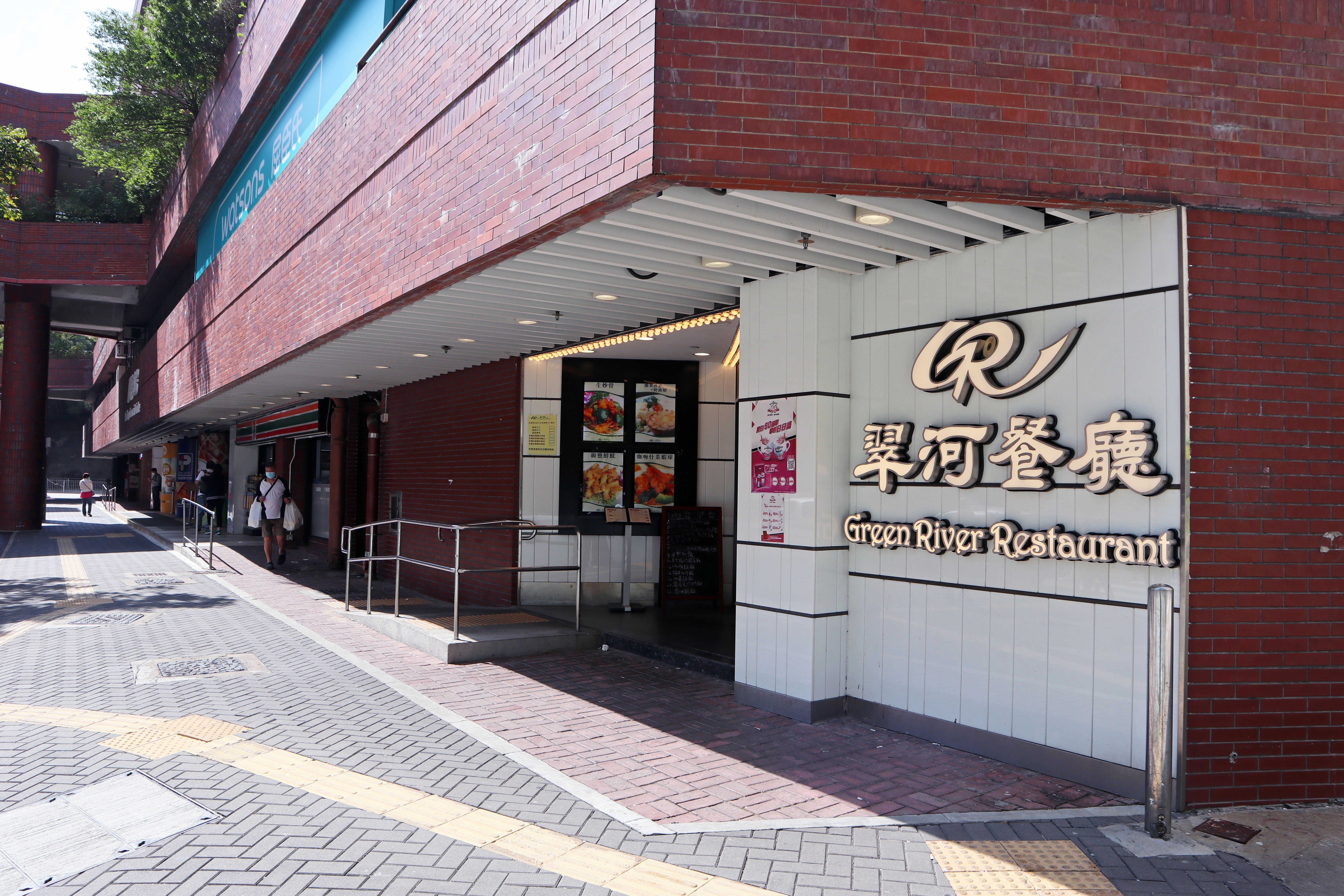
地下商店翠河餐廳（現址利東大少 (鴨脷洲) Young Master）
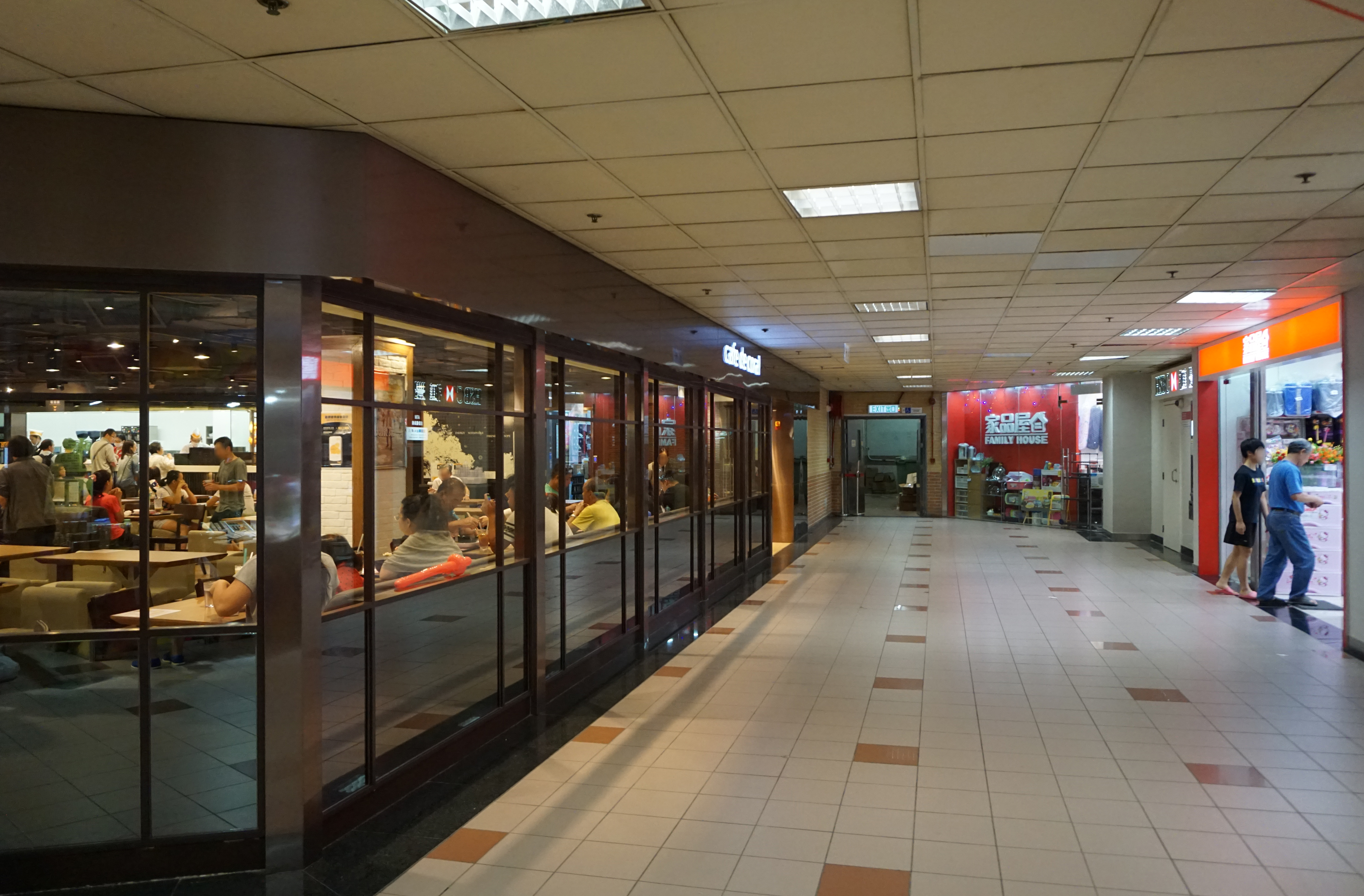
1樓大家樂（現址韓樂餐廳），（Pizza Factory）
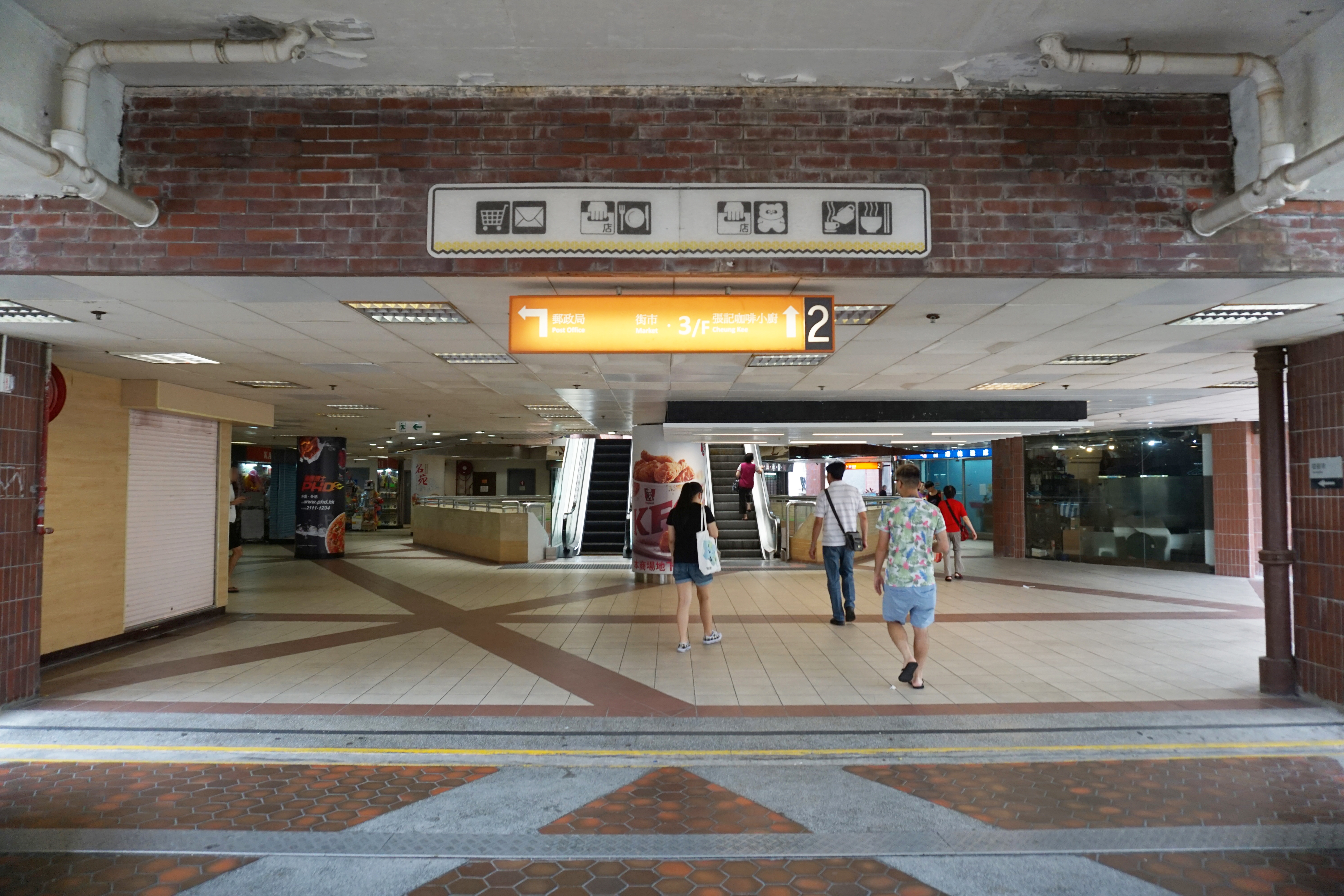
2016年的2樓南面（左）及北面（右），左邊寢具店及右方波仔專門店已於2015年3月結業，並於右方加建一間商舖（理髮店）（現址爭鮮迴轉壽司）及（北京同仁堂）及公仔日記
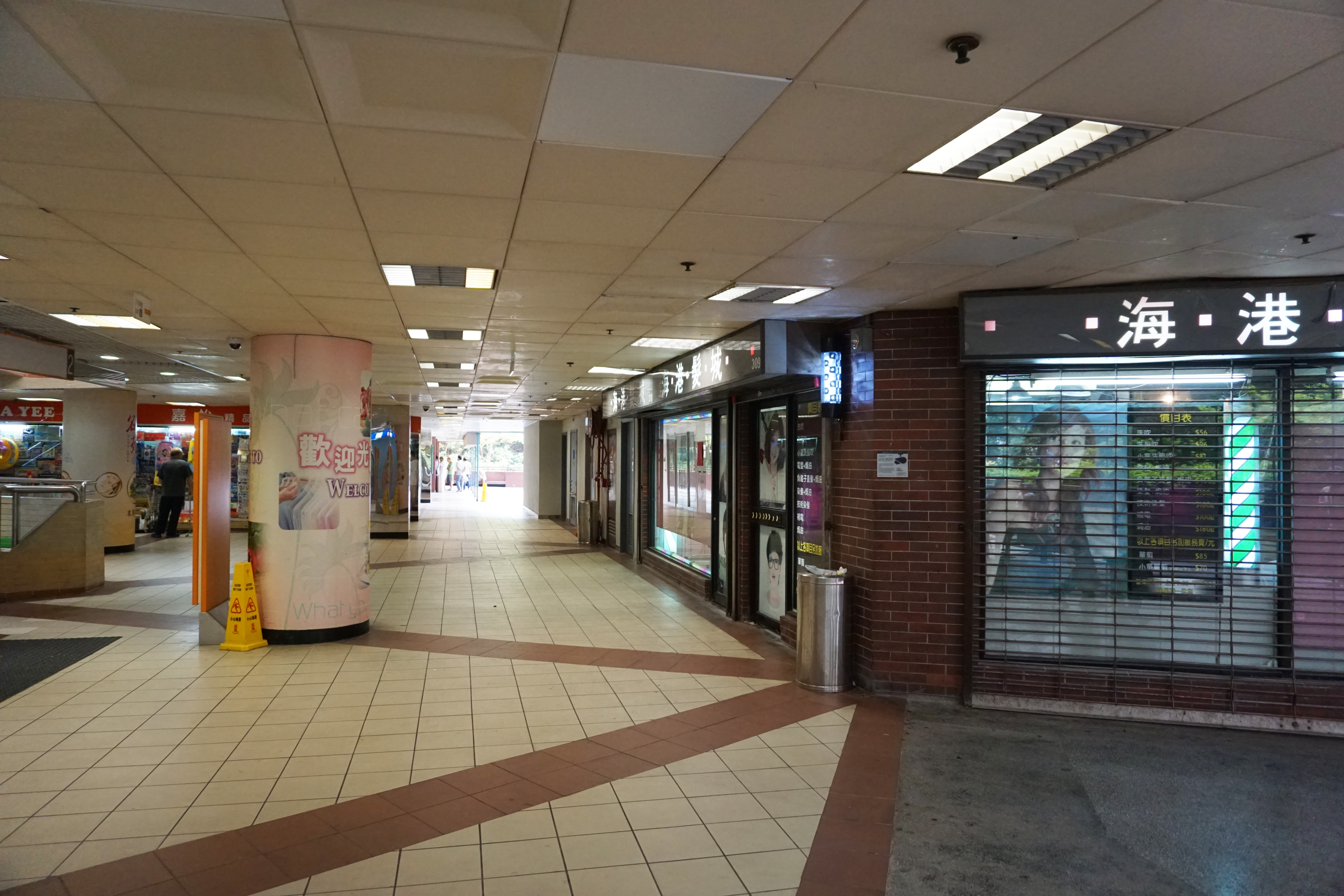
2樓西面（現址Daiso Japan）及宏大通訊
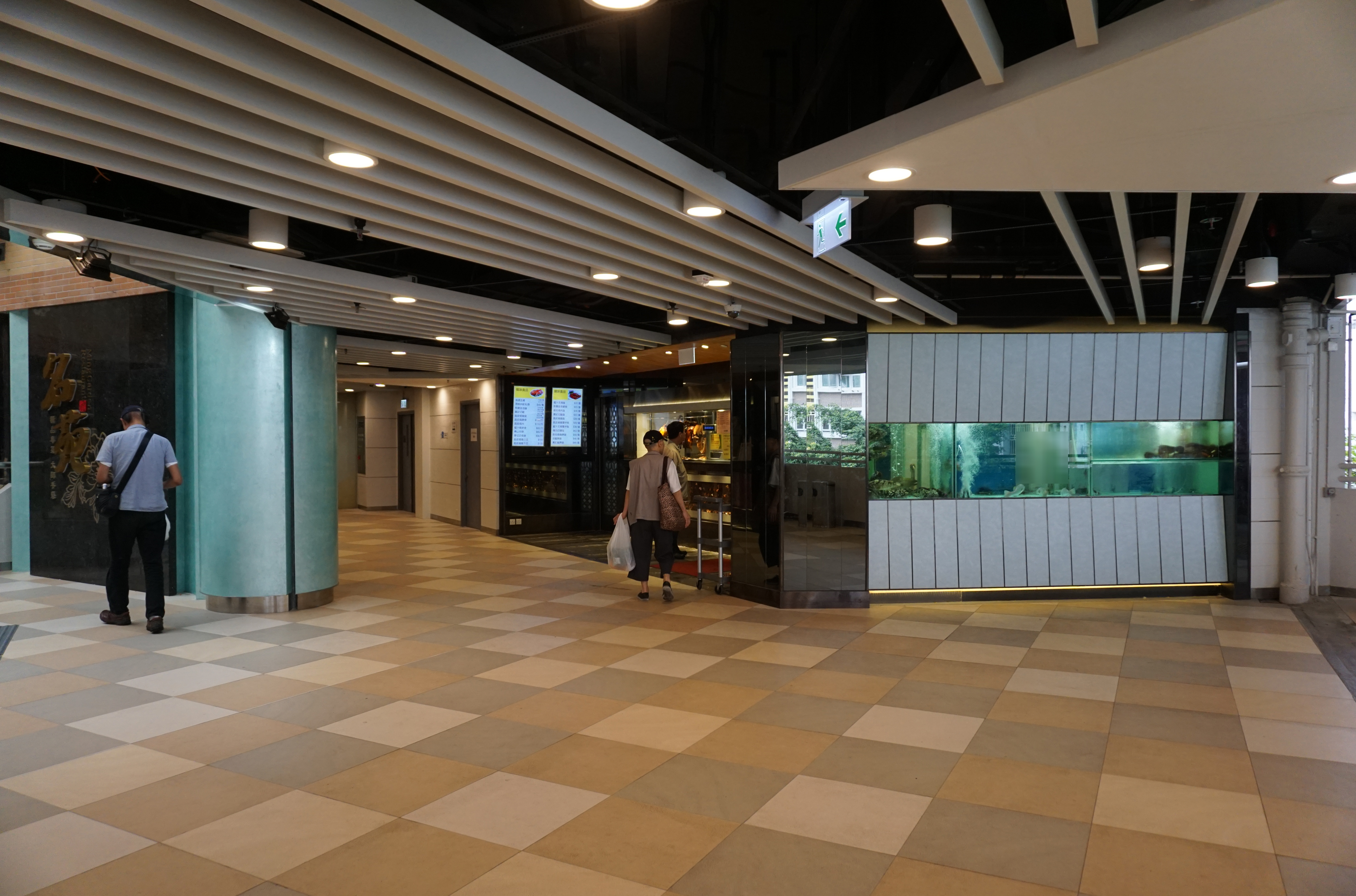
3樓「名苑」（現址Casual Ace Learning Centre (Lei Tung)及菜鳥驛站）

### 利東商場二期

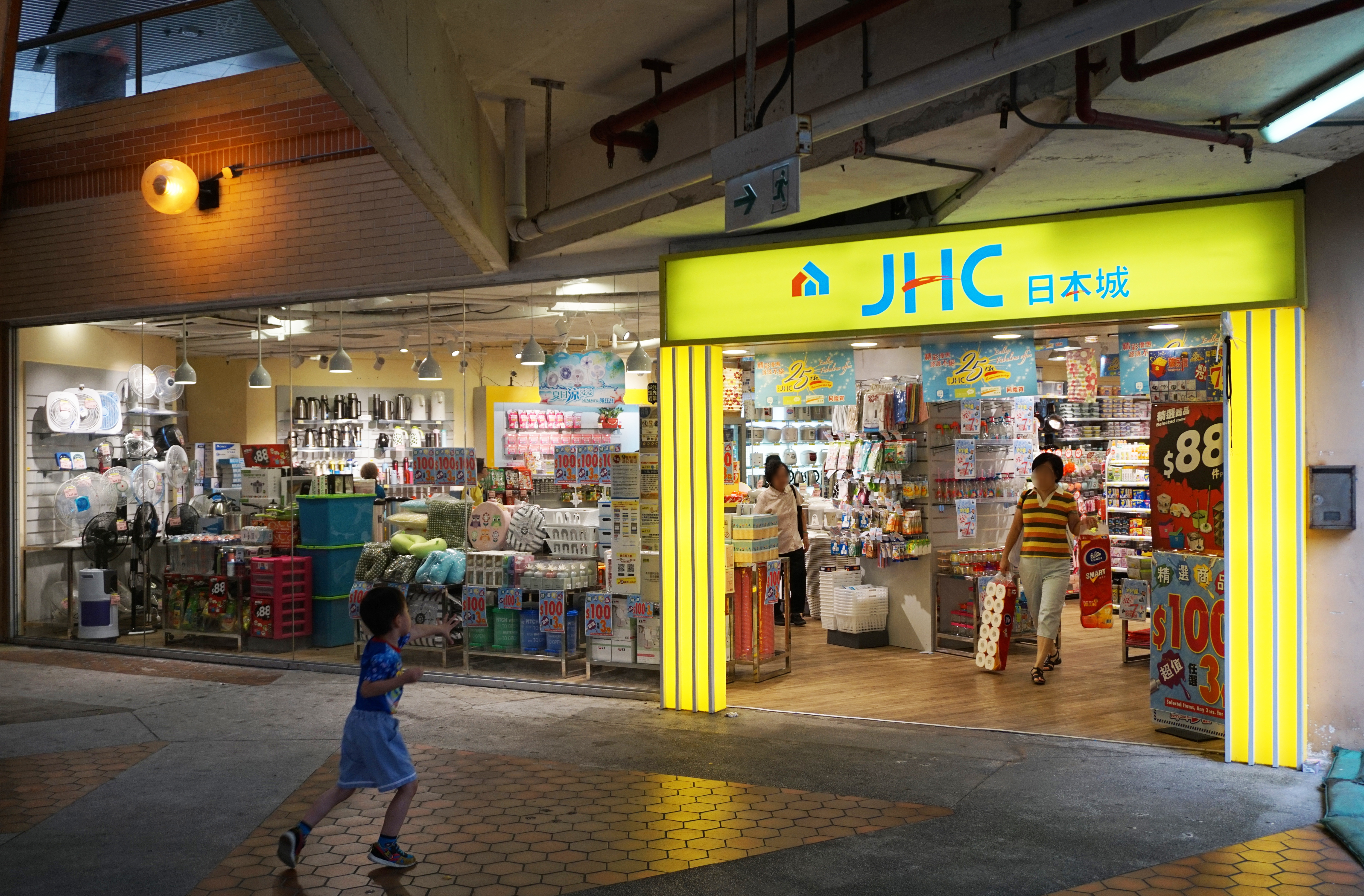
地庫1樓日本城（現址翡河燒味）
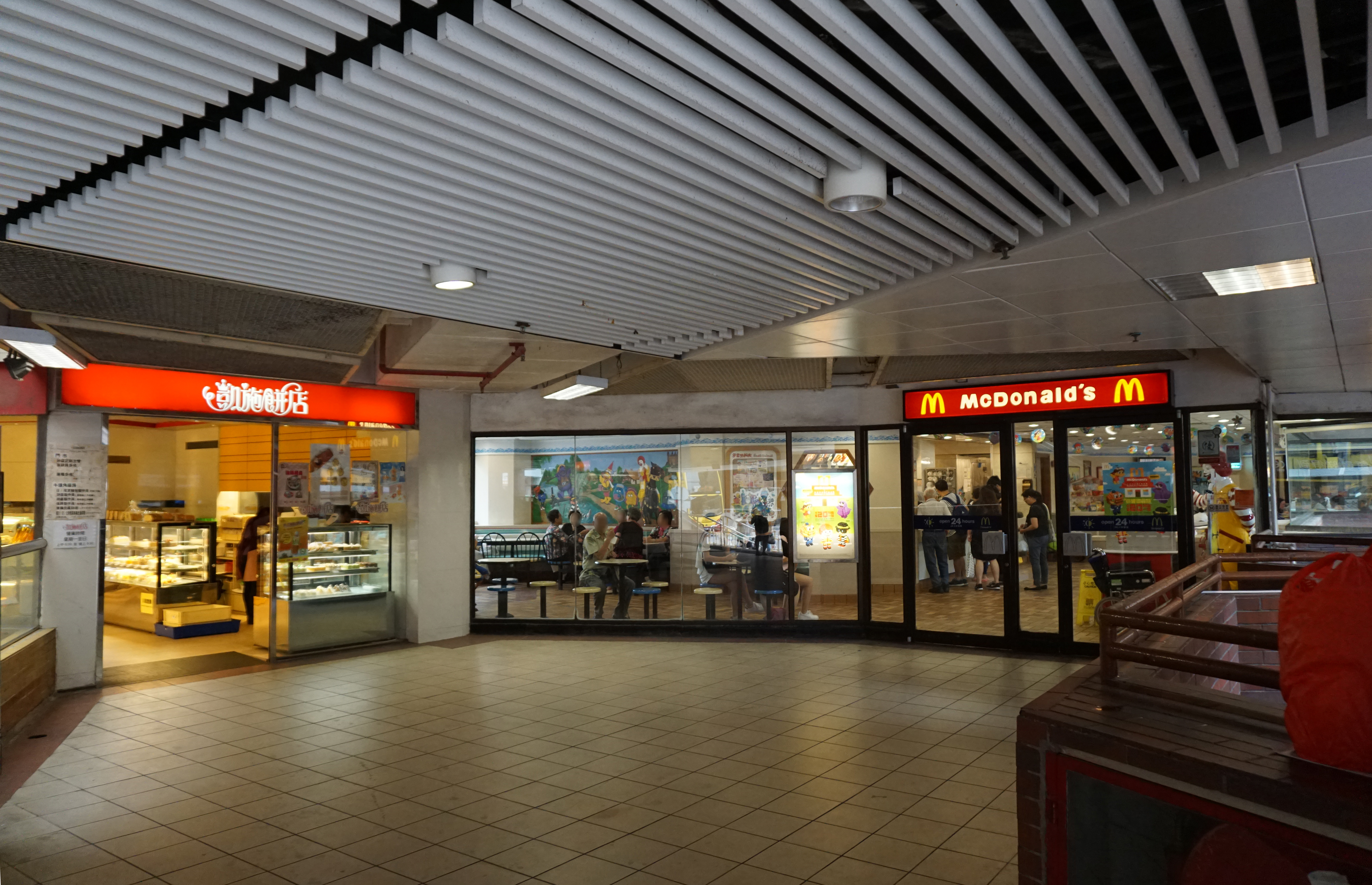
地下凱施餅店及麥當勞 （現址尚然堂中醫診所）及麥當勞
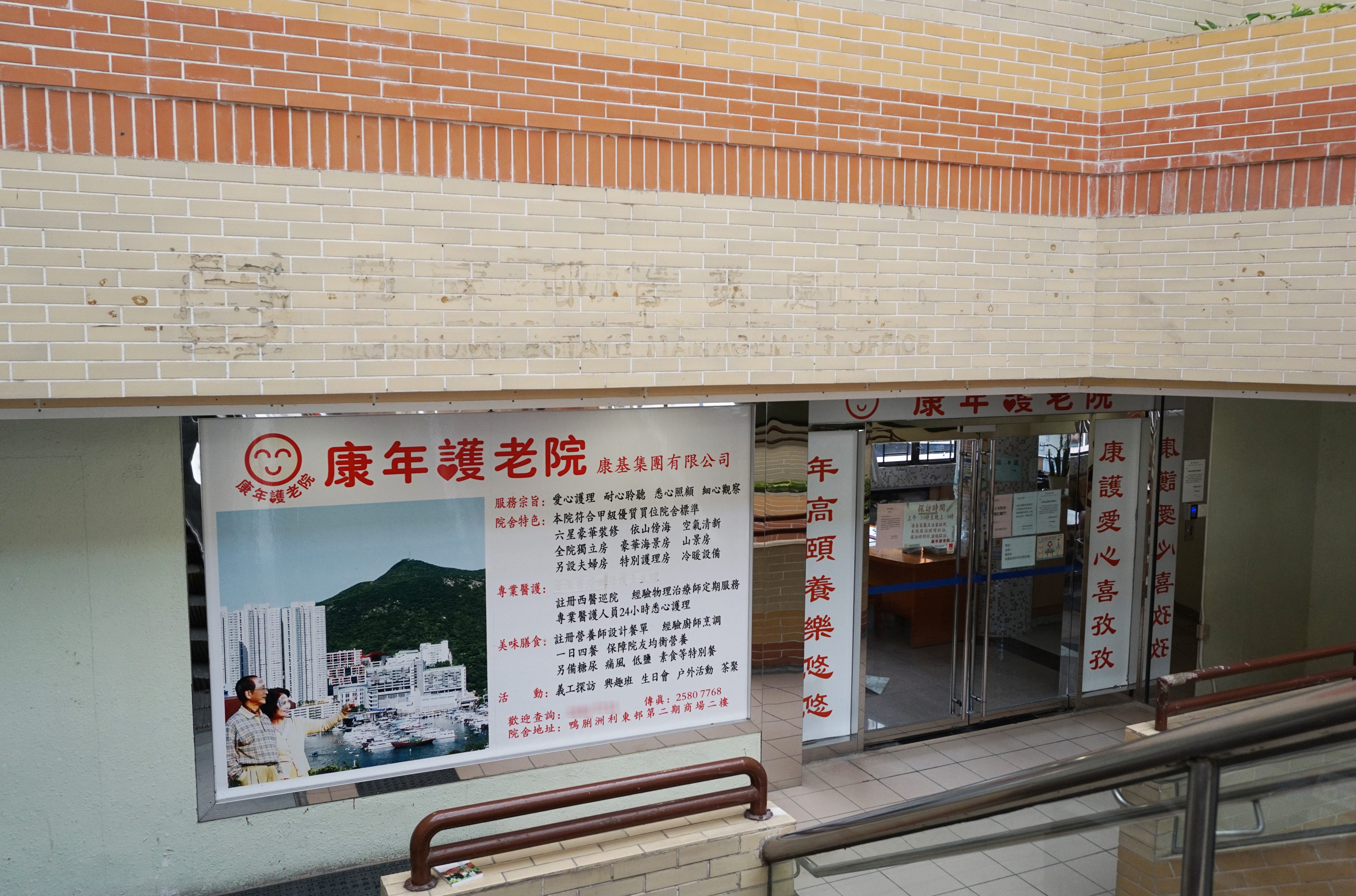
2樓康年護老院（現址為前房屋署辦事處）
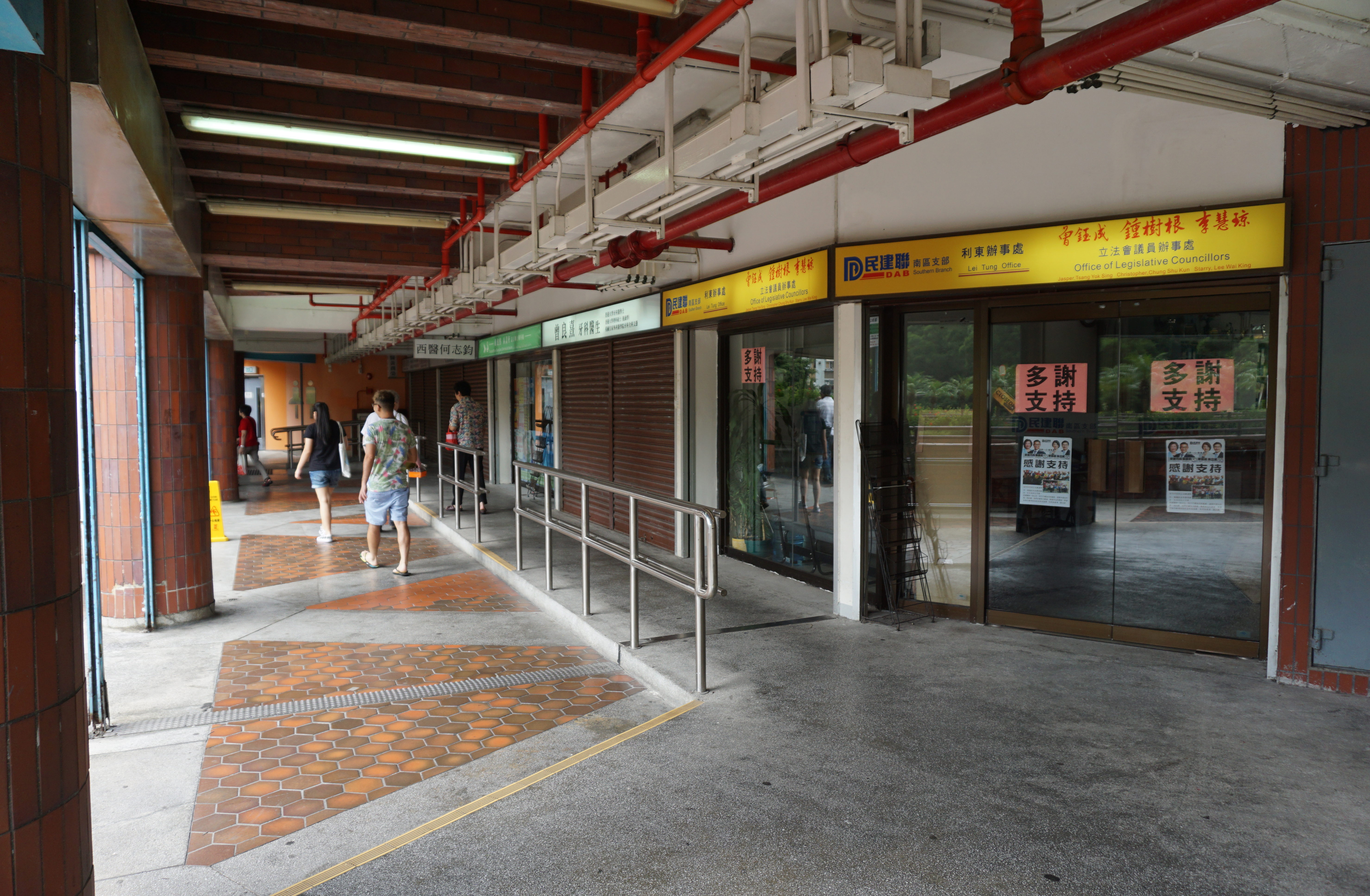
3樓設議員辦事處及診所（現址鴻福堂）

## 第一代利東街市（現利東商場三期）

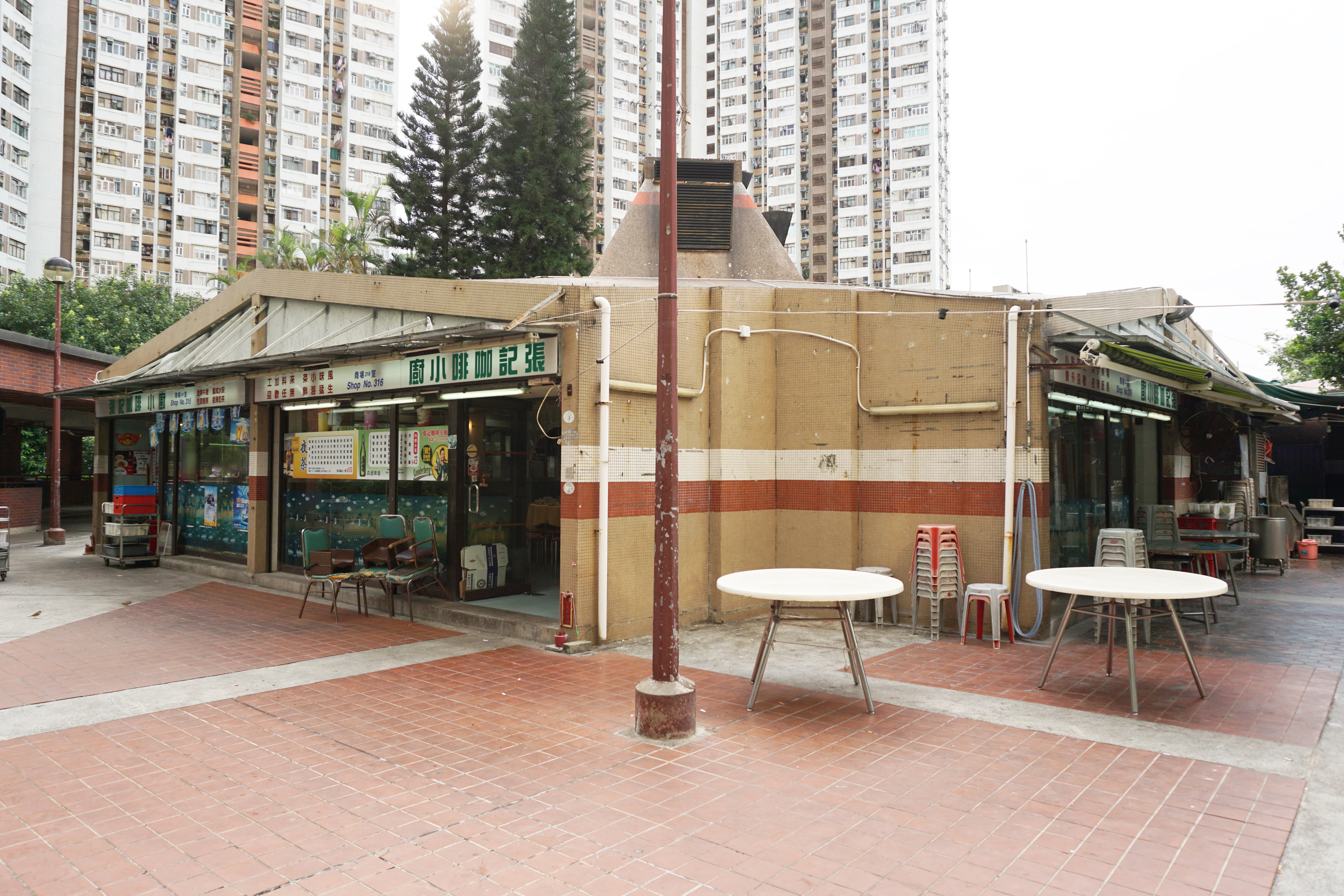
冬菇亭熟食檔（已結業），民坊把已結業的冬菇亭熟食檔，改稱為利東商場三期，現（24/7 Fitness），診所，議員辦事處，南青鋒等以下商店

利東街市於2016年完成翻新，由大判管理公司宏集策劃作街市管理。
但到2021年6月起，民坊把街市部份關閉展開翻新工程，實際上改建為商場，於2022年1月完成，改稱利東商場三期。
利東商場三期現址設有以下商店：
- 大家樂
- 百佳
- 日本城
- 聖安娜餅屋

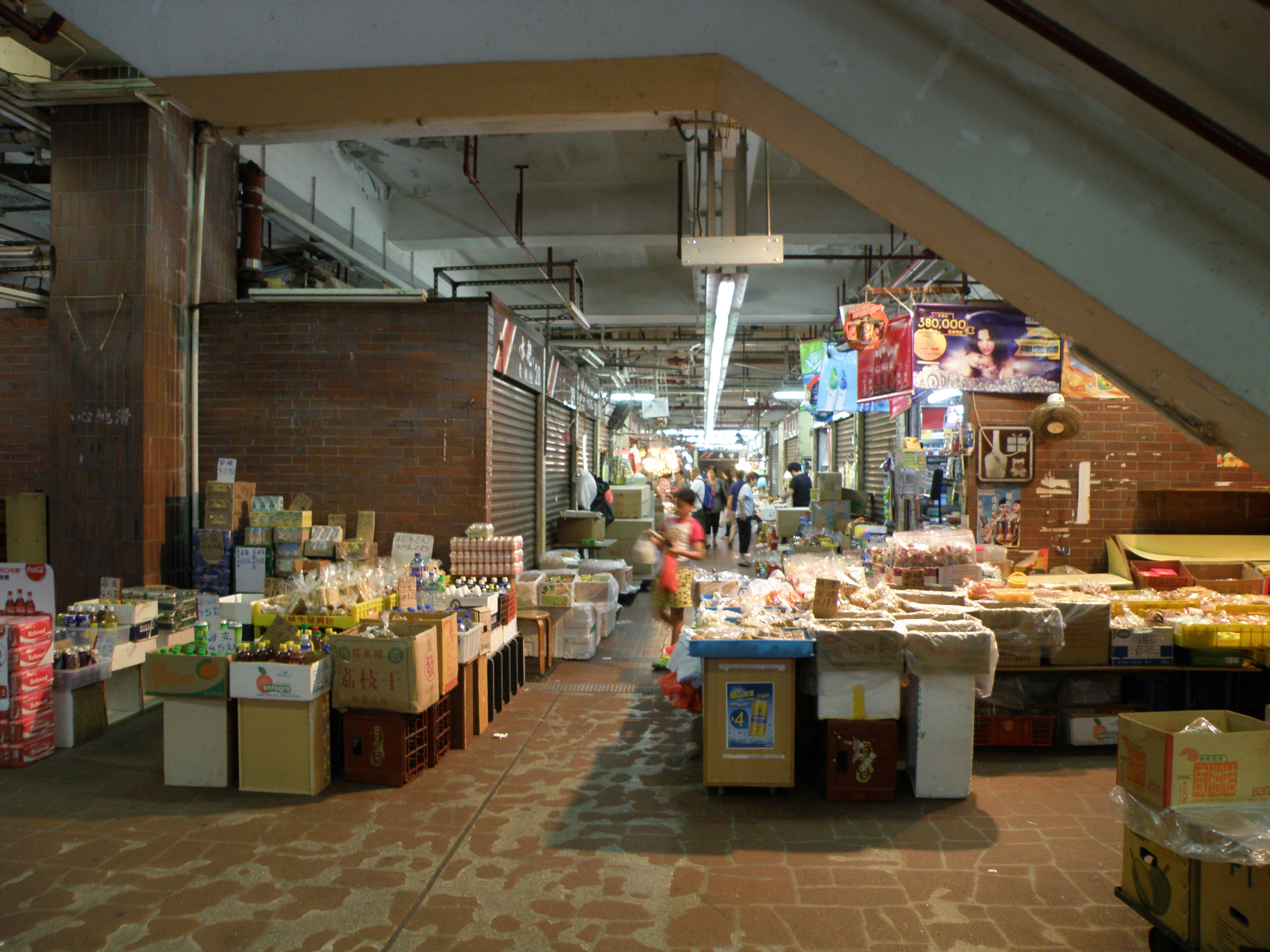
翻新前的利東街市
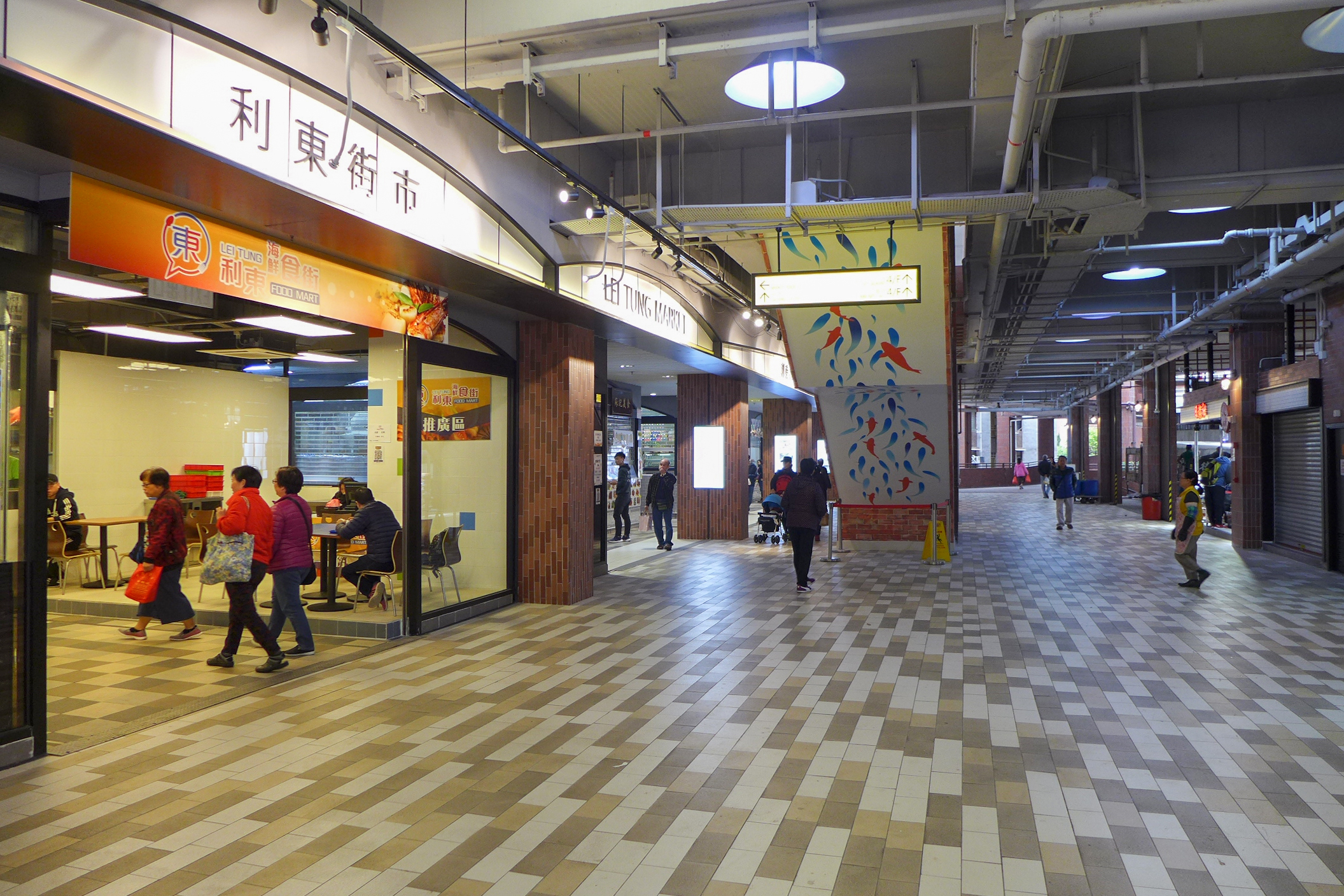
翻新後的利東街市
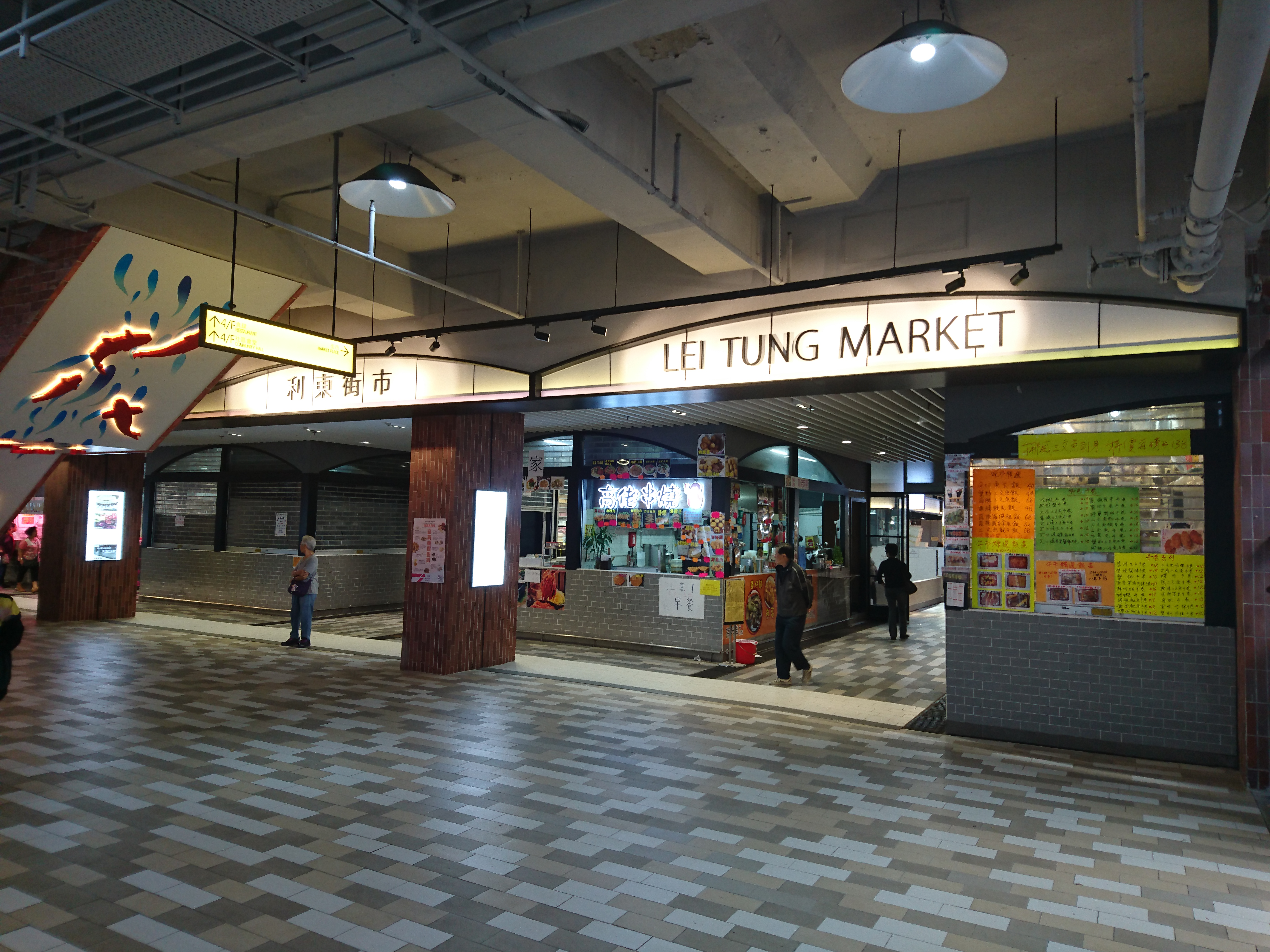
入口
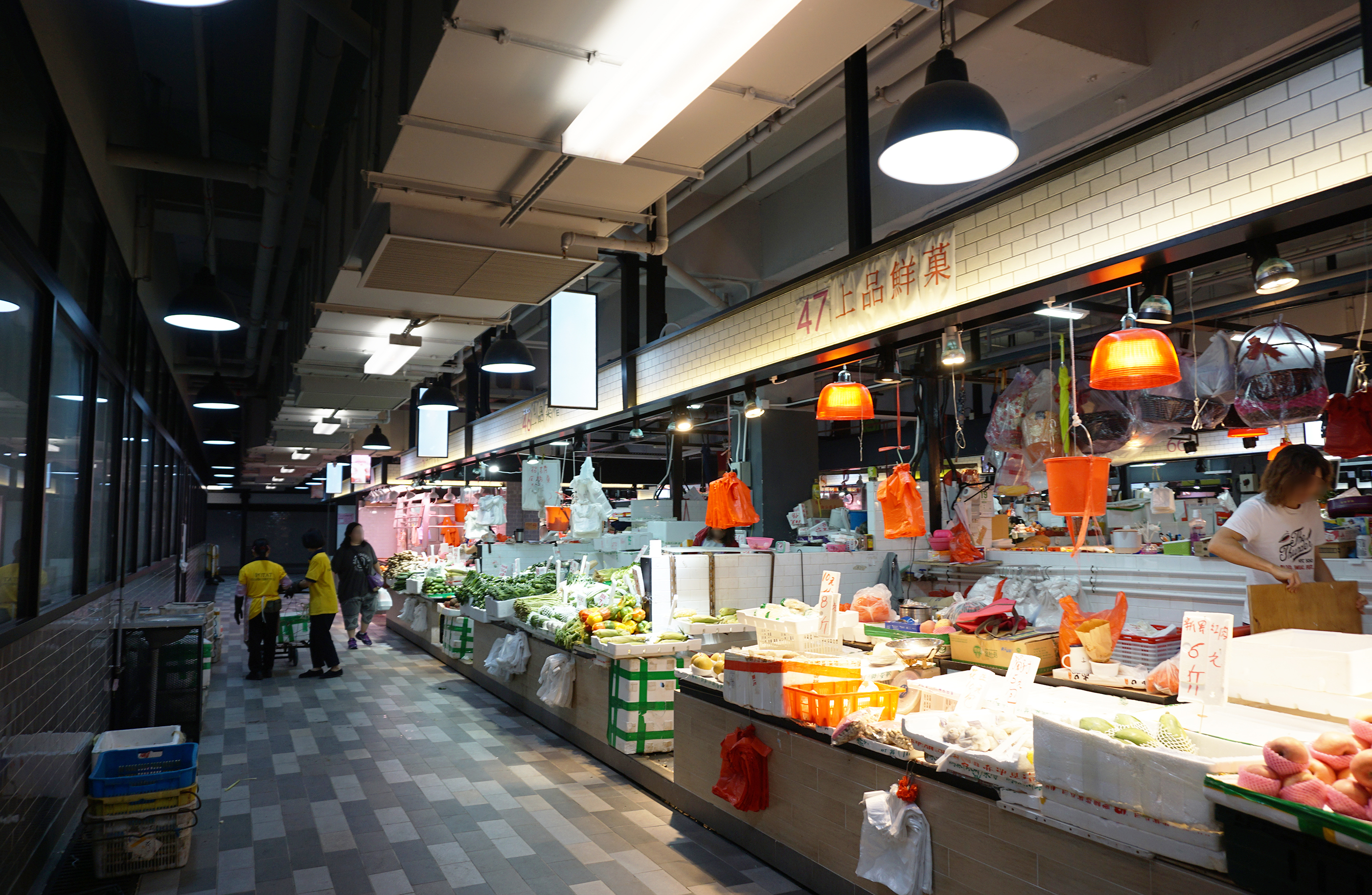
菜檔
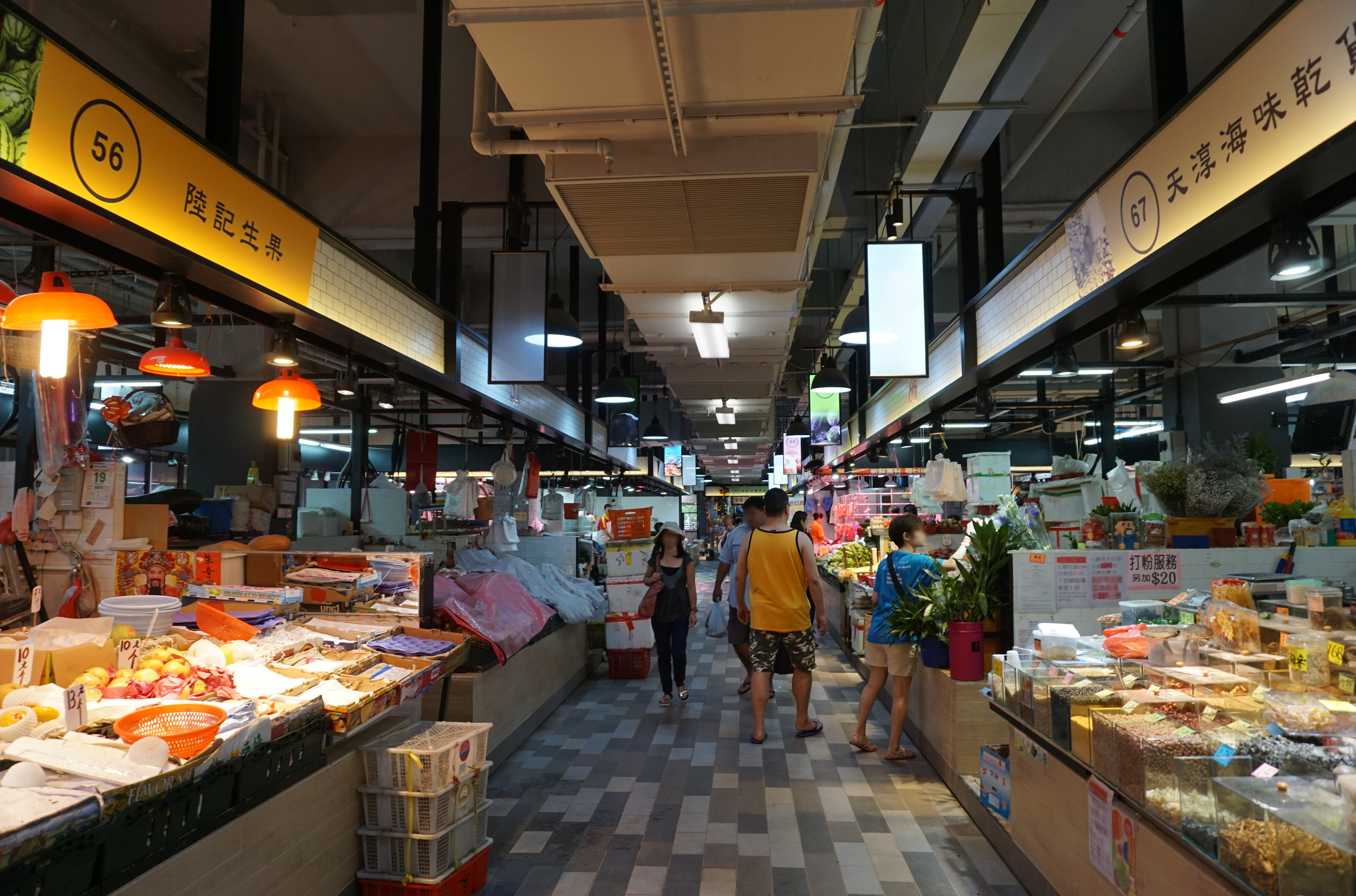
水果與海味檔
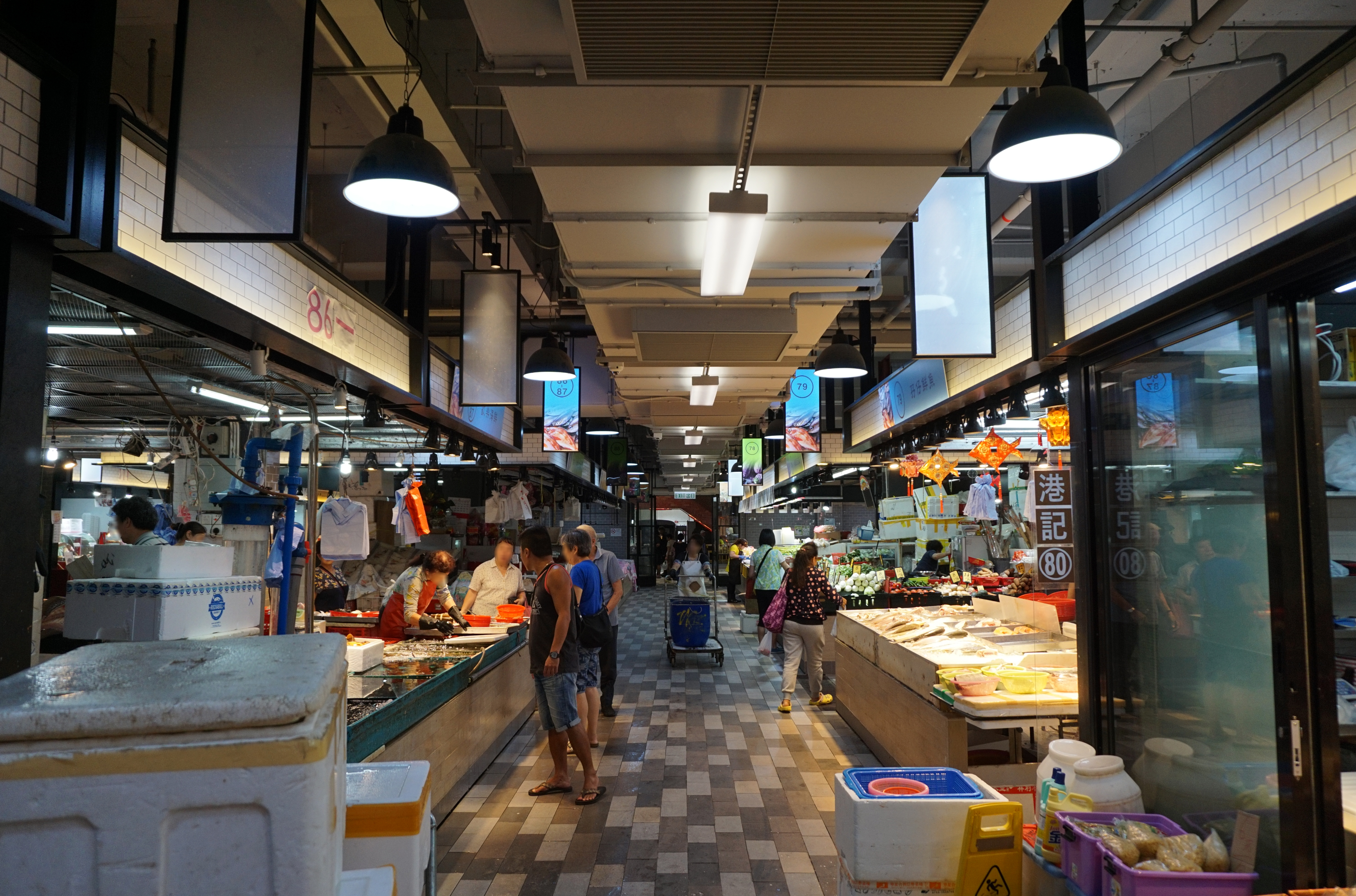
魚檔
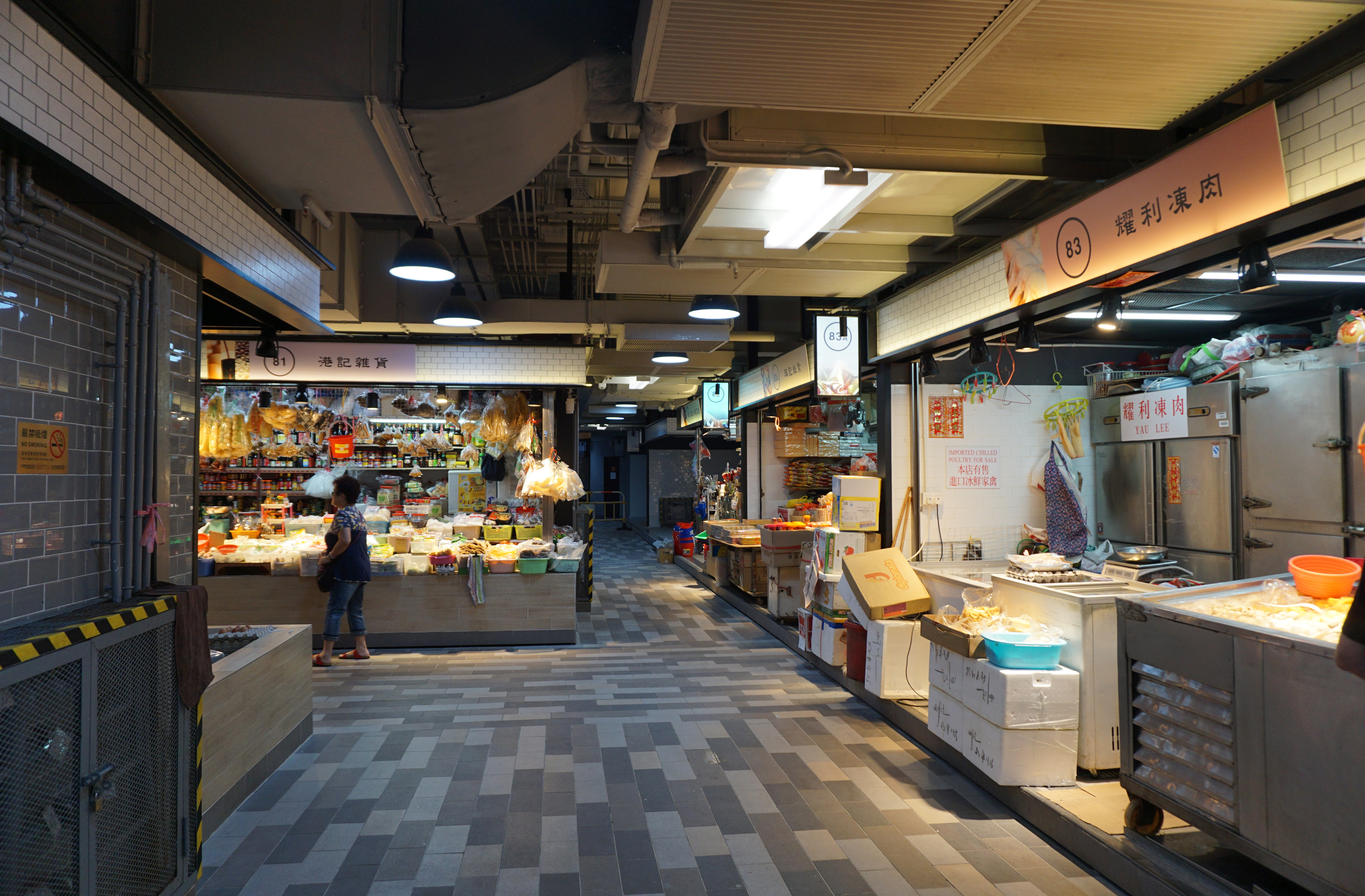
雜貨、紙紮及凍肉檔
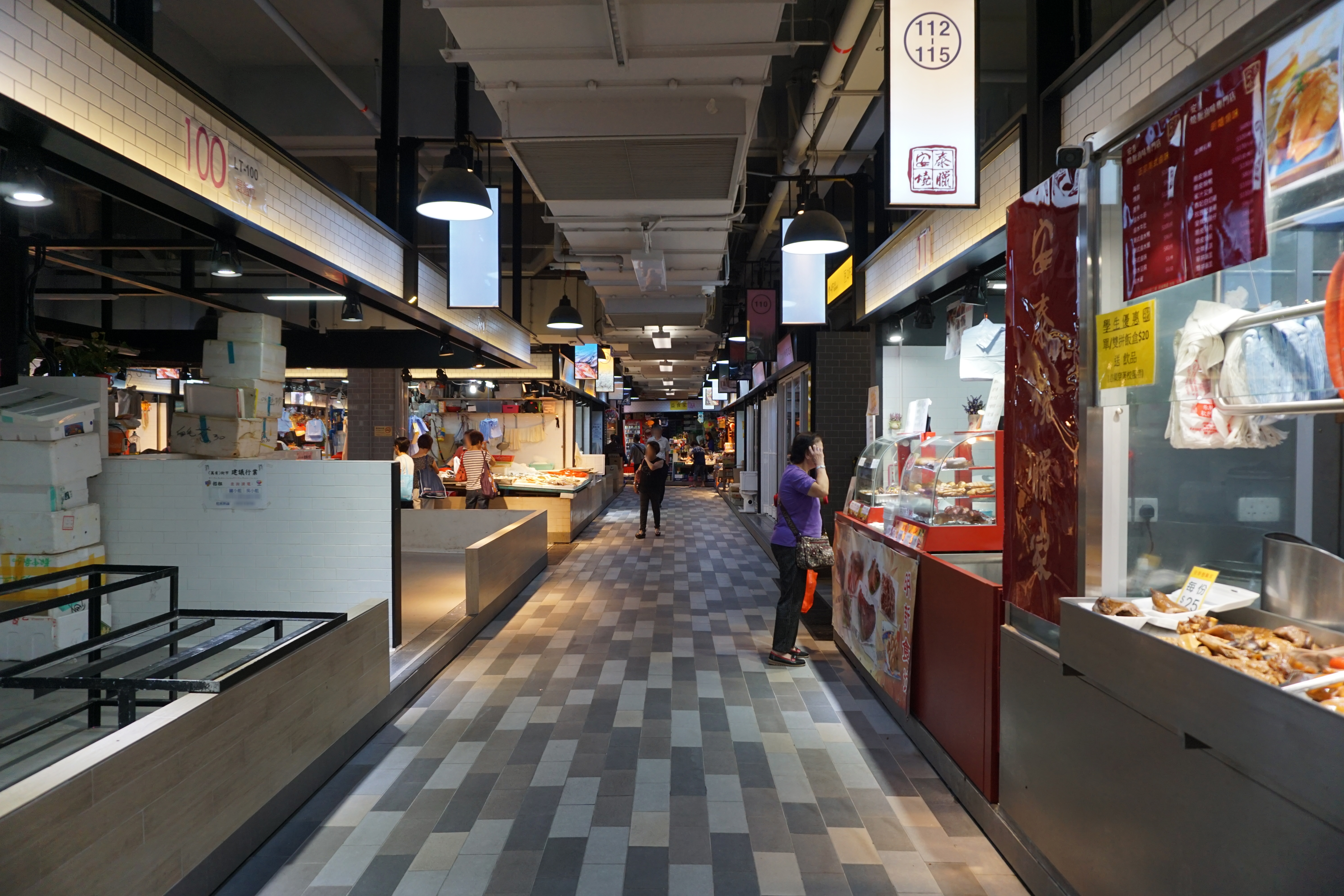
燒味檔
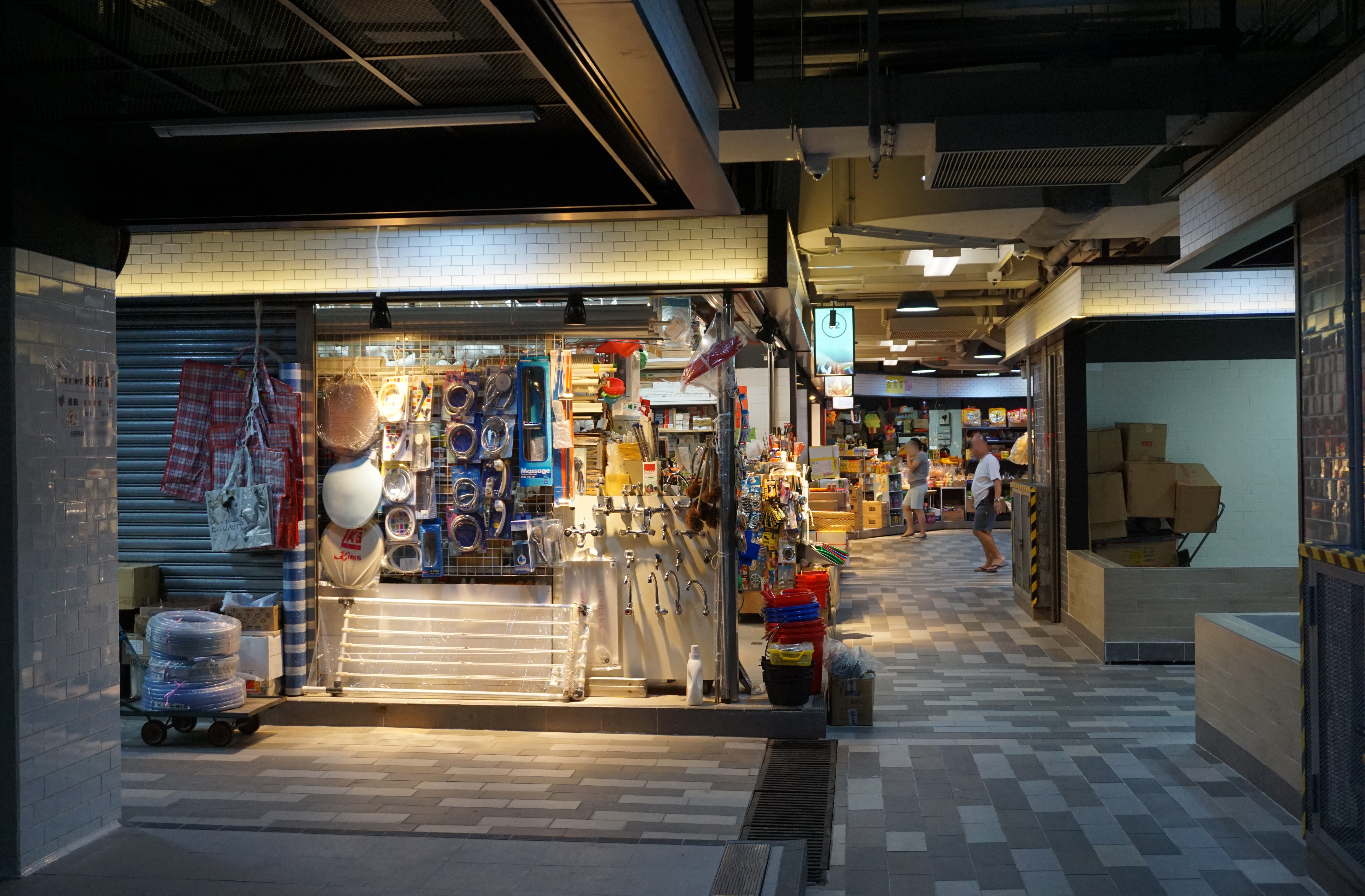
水電五金檔
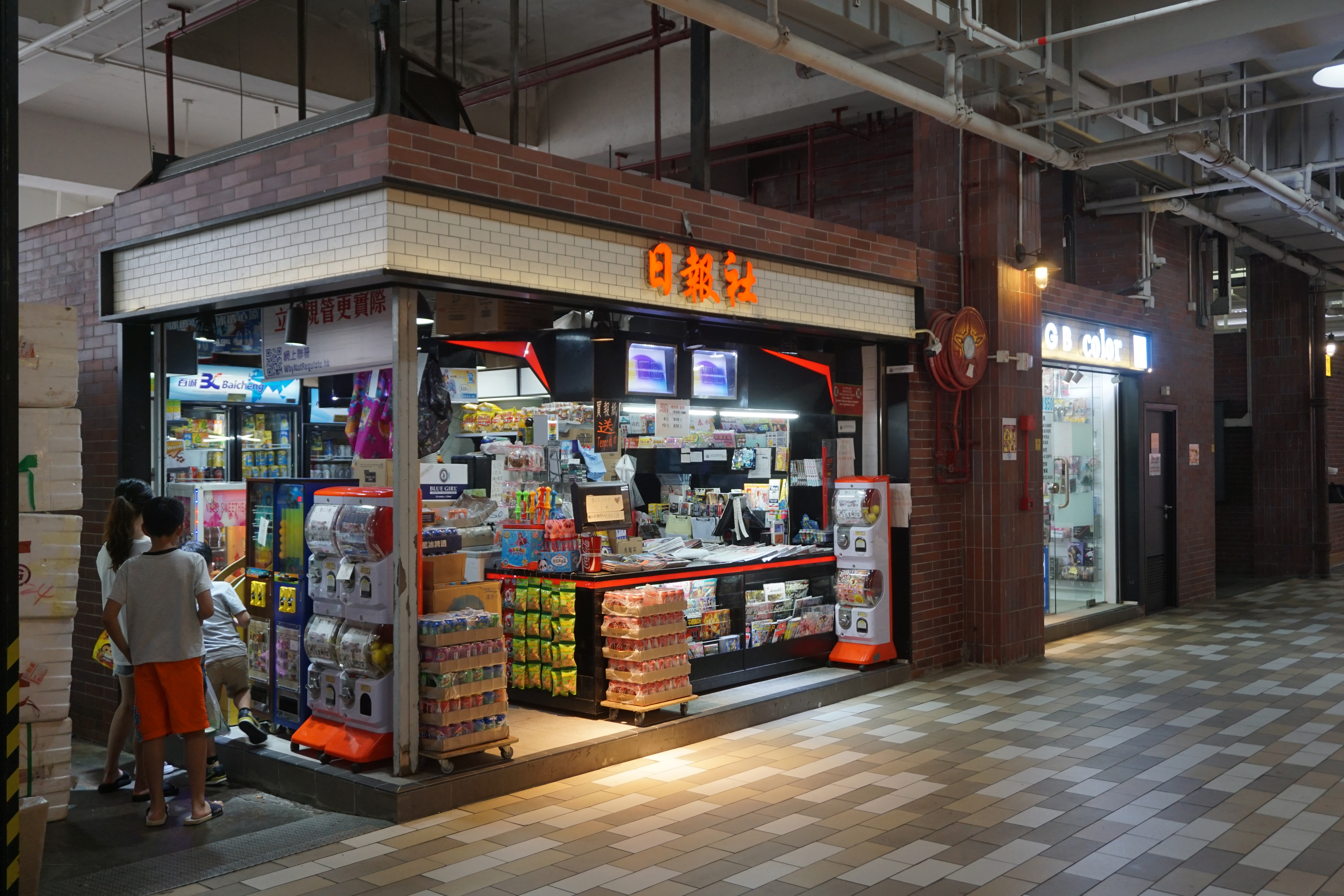
報檔、髮廊與髮品店（場外）
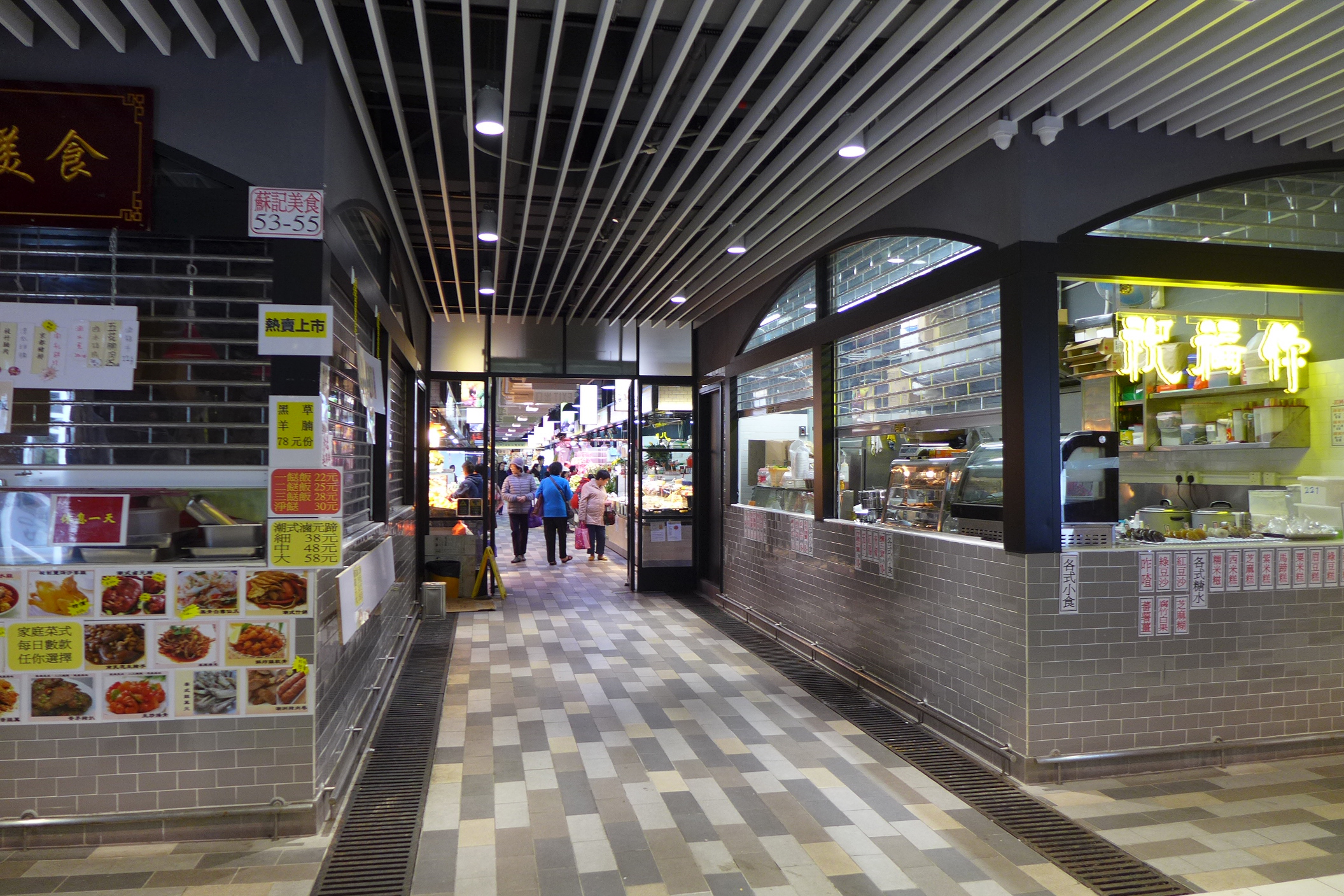
小食店（場外）
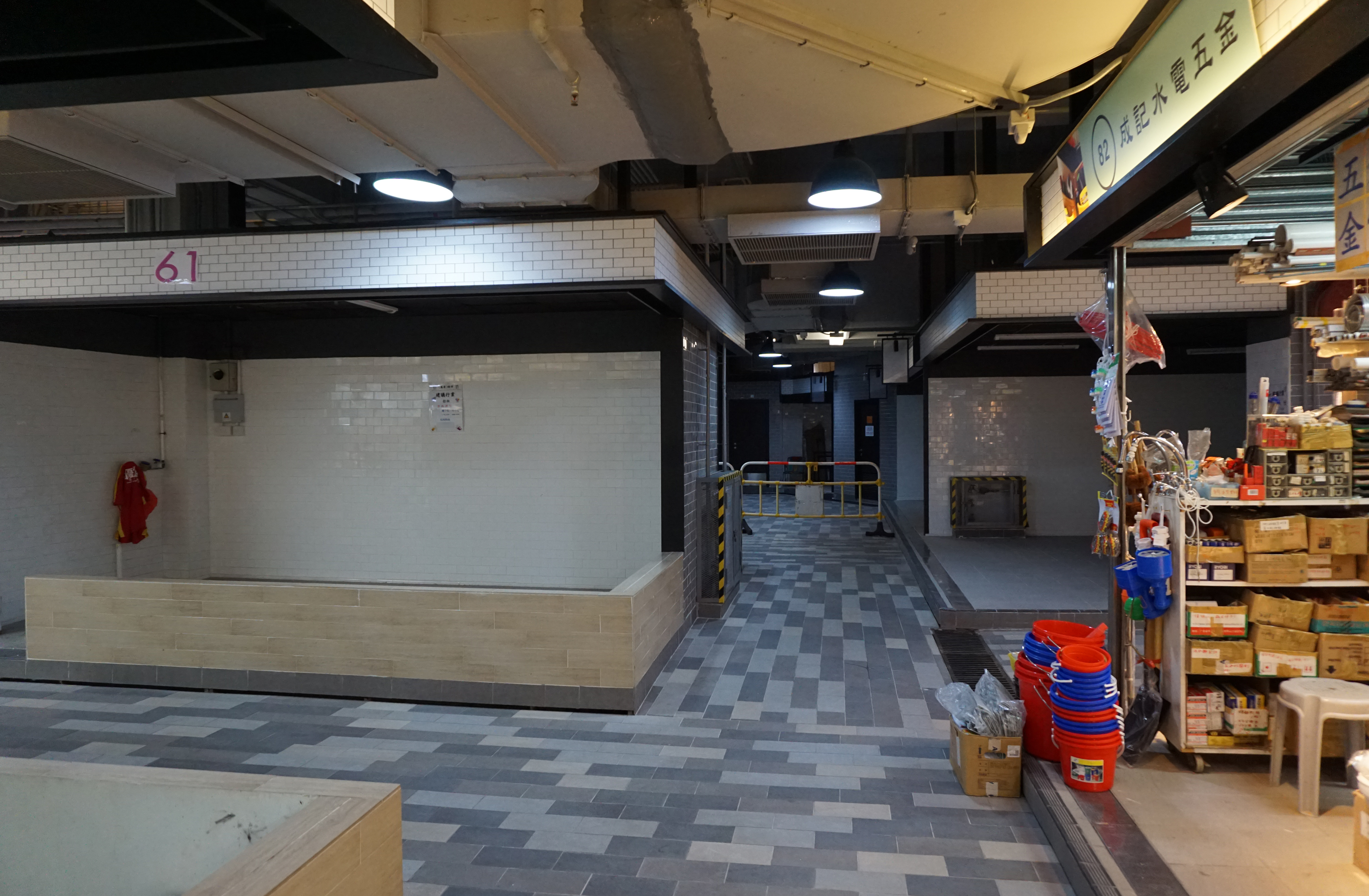
翻新後初期的利東街市仍有不少檔位未租出

## 交通

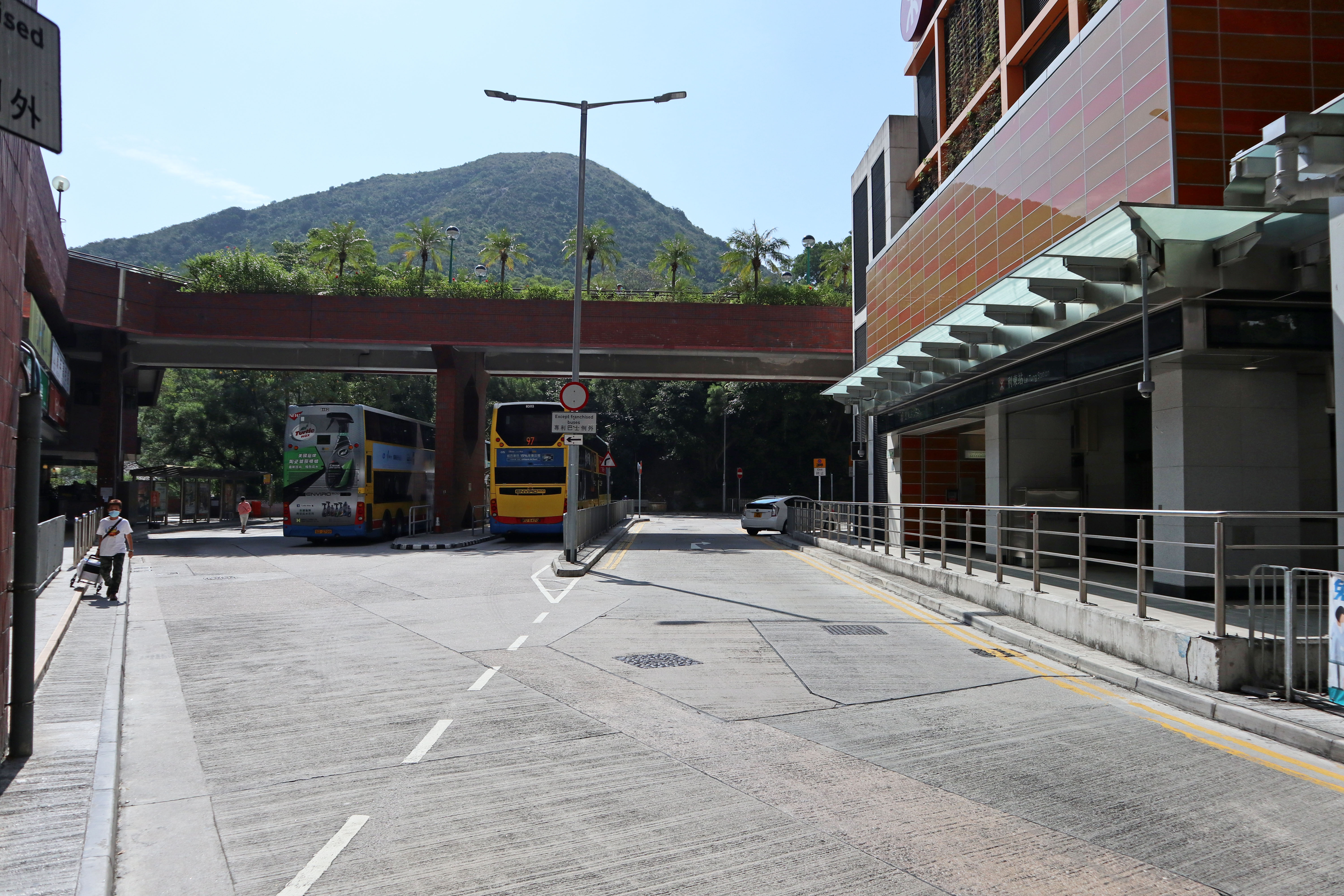
利東邨巴士總站

## 利東海鮮食街

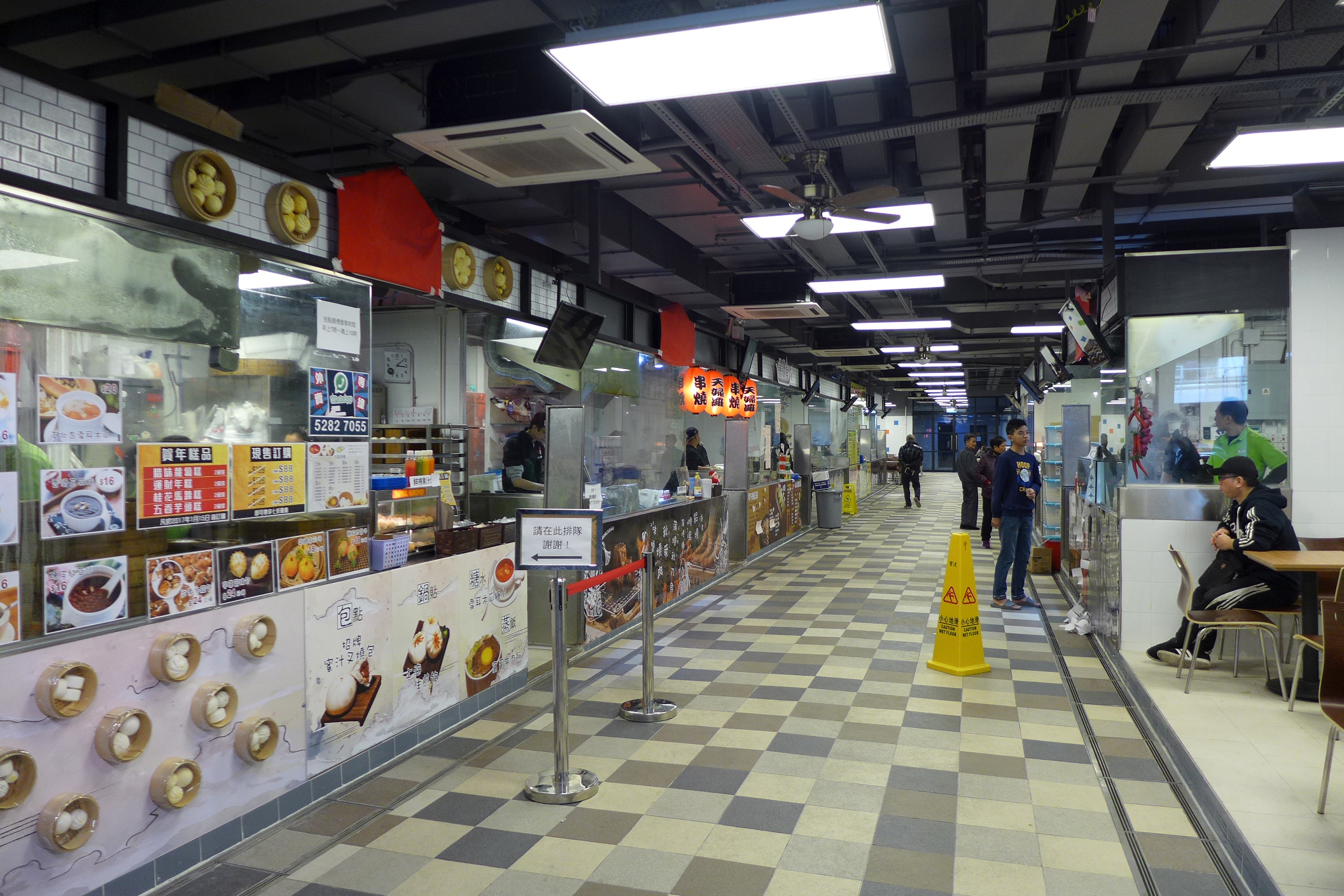
利東海鮮食街原有7間食肆經營，不過由於人流不足，生意欠佳。所有舖位已於2017年4月1日收回，租戶血本無歸

利東海鮮食街於2016年11月開業，原有9個舖位，7間食肆經營，並交由「皇昌有限公司」判上判形式管理。不過由於人流不足，大多經營不足4個月已結業，到2017年3月只剩一間店舖經營。該店曾經收到通知於同年4月1日收回舖位，商戶大嘆40萬元血本無歸，不能得到賠償。

## 美食薈超級街市

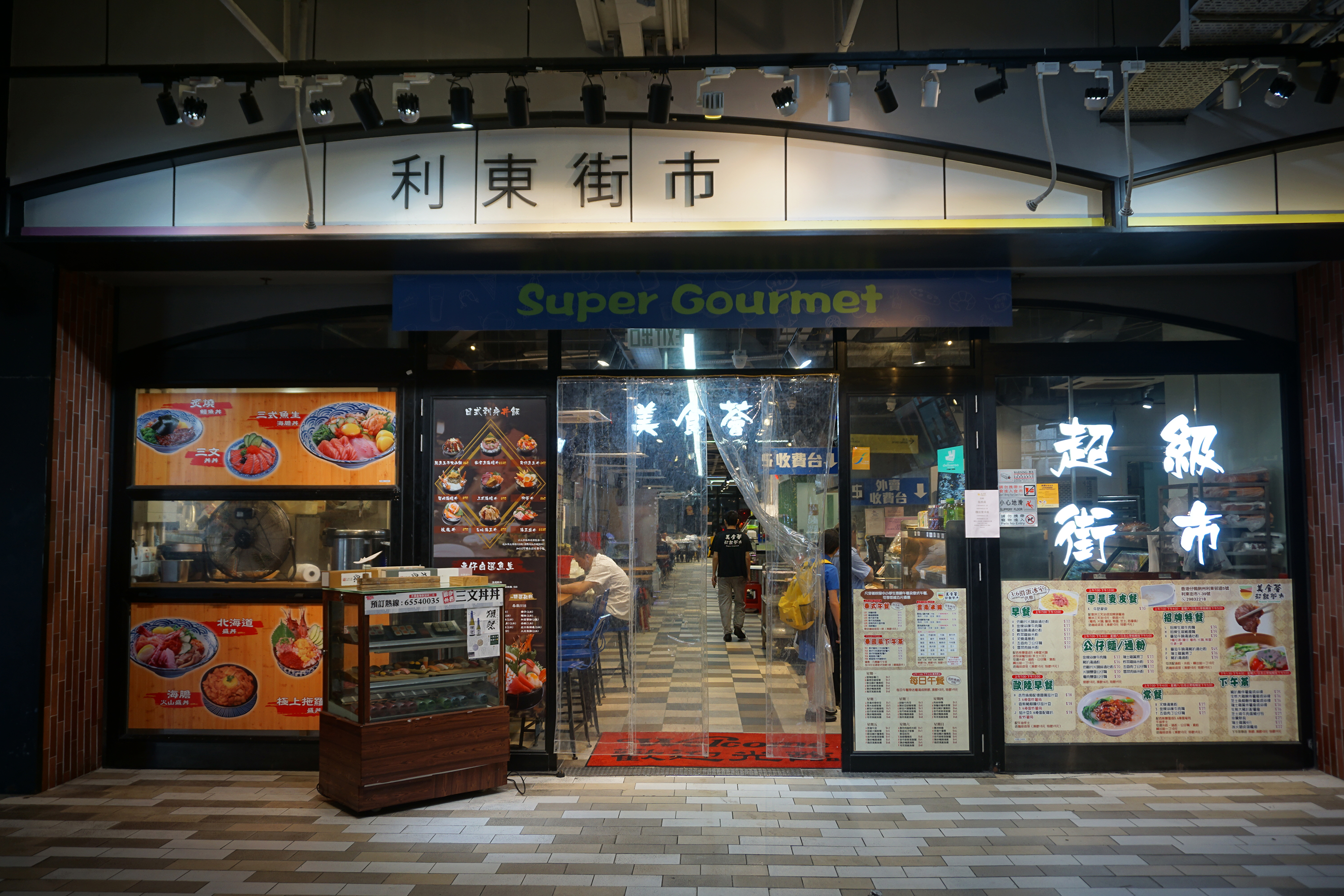
美食薈超級街市，已於2021年6月開始民坊商場同街市部份關閉展開翻新工程，美食薈超級街市永久關閉。

美食薈超級街市於2017年12月開業，於2018年8月13日裝修再次停止營業，再於2018年8月23日重開。已於2021年6月開始民坊商場同街市部份關閉展開翻新工程，美食薈超級街市永久關閉。

## 第二代利東街市
2021年6月起，民坊把利東商場一期地下改建為街市，於2022年1月22日開幕。

## 名人住客
- 陳志健：香港男演員[9]
- 鄧美欣：香港女演員：2018香港小姐
- 梁中勝 ：Mill MILK記者

## 區議會議席分布
| 年度/範圍                      | 2000-2003  | 2004-2007  | 2008-2011  | 2012-2015  | 2016-2019  | 2020-2023  | 2024-2027    |
| ------------------------------ | ---------- | ---------- | ---------- | ---------- | ---------- | ---------- | ------------ |
| 東昌樓、東業樓、東興樓及東茂樓 | 利東二選區 | 利東二選區 | 利東二選區 | 利東二選區 | 利東二選區 | 利東二選區 | 南區東南選區 |
| 東昇樓                         | 利東一選區 | 利東一選區 | 利東一選區 | 利東二選區 | 利東二選區 | 利東二選區 | 南區東南選區 |
| 東安樓                         | 利東一選區 | 利東一選區 | 利東一選區 | 利東一選區 | 利東一選區 | 利東二選區 | 南區東南選區 |
| 東平樓及東逸樓                 | 利東一選區 | 利東一選區 | 利東一選區 | 利東一選區 | 利東一選區 | 利東一選區 | 南區東南選區 |

## 事件

### 2019冠狀病毒病香港疫情
政府在2022年4月10日下午4時起利東邨東逸樓(不包括東安樓)設為「受限區域」，居民需在當晚午夜11時前起接受檢測，翌日中午12時正式完成行動。
政府在2022年4月30日下午3時起利東邨東安樓(不包括)設為「受限區域」，居民需在當晚午夜10時前起接受檢測，翌日中午12時正式完成行動。